# Génocide à Gaza
Cet article concerne la nature de l'action militaire israélienne durant la guerre de Gaza depuis 2023. Pour les allégations de génocide antérieur à cette guerre, voir Allégations de génocide des Palestiniens.
Le génocide à Gaza est la qualification, débattue, de la nature de l'action militaire israélienne, et de ses effets sur les Palestiniens de la bande de Gaza, durant la guerre à Gaza depuis 2023. La question implique la justice internationale, des organisations humanitaires, la recherche universitaire, les acteurs du débat politique, ainsi que les médias et les opinions publiques. Si l'utilisation du mot est contestée au départ, elle tend à s'imposer chez la plupart des acteurs internationaux et des experts pour désigner les actes de l'État israélien sur la bande de Gaza, à partir de mai 2025,.
Selon un Comité spécial des Nations unies, Amnesty International et la plupart des experts et organisations internationales, Israël est en train de commettre un génocide contre le peuple palestinien durant son invasion et son bombardement de la bande de Gaza,,,,,. Si la majorité des experts, des rapporteurs de l'ONU, et de très nombreuses ONG imputent à Israël le crime de génocide, l’organe compétent pour rendre un jugement définitif et incontestable concernant une accusation de génocide reste toutefois la Cour internationale de justice (CIJ).
Le gouvernement sud-africain a engagé en décembre 2023 une procédure contre Israël devant la CIJ, alléguant une violation de la Convention sur le génocide. Dans une décision préliminaire, la CIJ a reconnu un « risque de génocide » et a ordonné à Israël de respecter ses obligations au titre de la Convention sur le génocide, en prenant toutes les mesures en son pouvoir pour prévenir la commission d'actes de génocide, prévenir et punir l'incitation au génocide, et permettre l'acheminement des services humanitaires de base vers Gaza,,. La Cour a également ordonné à Israël d'accroître l'aide humanitaire à Gaza et de mettre fin à l'offensive de Rafah,, ordres qu'Israël n'a pas respecté à de nombreuses occasions.
La désignation de « génocide » contre la population gazaouie s'appuie notamment sur des avis de rapporteurs des Nations unies qui se réfèrent à la Convention pour la prévention et la répression du crime de génocide. Ces rapporteurs alertent dès novembre 2023 sur un « risque » de génocide, puis emploient la qualification de « génocide » à partir de mars 2024, en affirmant en septembre 2024 que les méthodes de guerre utilisées relèvent du génocide,. Les actes génocidaires constatés par les experts et les organisations de défense des droits humains comprennent des massacres à grande échelle, l'utilisation de la famine comme arme de guerre, le refus de l'entrée et de la distribution d'aide humanitaire aux civils, la destruction d'infrastructures civiles, des attaques contre le personnel soignant et des déplacements forcés, le tout associé à des discours tenus par les médias israéliens, ou certaines autorités israéliennes au début du conflit,, et considérés comme des expressions d'une intention génocidaire. Lorsqu'elle est proprement juridique, la qualification peut s'accompagner d'actions en justice contre Israël et contre ses soutiens à son action pour complicité. Elle est rejetée par le gouvernement israélien qui affirme que ses opérations relèvent d'une légitime défense contre le Hamas, et non d'une attaque contre le peuple palestinien mais aussi en les qualifiant de « déconnectées de la réalité ».
Ces mêmes positions sur une qualification de génocide se retrouvent en décembre 2024 dans un rapport d'Amnesty International enquêtant sur des faits d'octobre 2023 à juillet 2024,,,. Sept spécialistes du génocide interrogés par le quotidien néerlandais NRC déclarent en mai 2025 que ce que commet Israël à Gaza est un génocide et que la plupart de leurs confrères sont aussi de cet avis. Plusieurs observateurs, dont des experts de l'ONU, la Rapporteuse spéciale des Nations Unies sur les territoires palestiniens occupés, Francesca Albanese, et l'ONG Human Rights Watch, ont cité des déclarations de hauts responsables israéliens qui indiquent une « intention de détruire » la population de Gaza, en tout ou en partie, condition nécessaire pour que le seuil légal du génocide soit atteint,,,.
En avril 2025, le ministère de la Santé de Gaza avait signalé qu'au moins 50 500 personnes étaient mortes dans la bande de Gaza – soit une personne sur 44 –, soit une moyenne de 93 décès par jour, chiffres rapportés et tenus pour sûrs par les Nations unies, l'Organisation mondiale de la santé (OMS), Amnesty international et différentes organisations internationales,. La plupart des victimes sont des civils,,.
Comparé à d'autres conflits mondiaux récents, le nombre de décès de journalistes, de travailleurs humanitaires et de santé, ainsi que d'enfants, est parmi les plus élevés,,,,,. Des milliers d'autres corps seraient ensevelis sous les décombres des bâtiments détruits,. Une étude en février 2025 publiée dans The Lancet estimait à 64 260 le nombre de décès dus à des blessures traumatiques survenus entre le 7 octobre 2023 et fin juin 2024, tout en soulignant un bilan potentiellement plus élevé si l'on inclut les décès « indirects »,. En janvier 2025, une estimation comparable des décès dus à des blessures traumatiques serait d'environ 80 000. Le nombre de blessés est supérieur à 100 000 pour CNN. Selon les Nations Unies, Gaza compte le plus grand nombre d'enfants amputés par habitant au monde, dès décembre 2024.
Plus de 1,9 million de Palestiniens, soit 85 % de la population de Gaza, ont été déplacés de force. Le blocus israélien a fortement contribué à la famine et à la menace de famine à Gaza, tandis que des civils israéliens ont bloqué ou attaqué des convois d'aide humanitaire traversant la frontière vers la bande de Gaza. Au début du conflit, Israël a coupé l'approvisionnement en eau et en électricité de Gaza. En août 2024, seuls 17 des 36 hôpitaux de Gaza étaient partiellement fonctionnels ; 84 % des centres de santé ont été détruits ou endommagés.
Israël a également détruit de nombreux bâtiments d'importance culturelle, tels que les 12 universités de Gaza, 80 % de ses écoles, et de nombreuses mosquées, églises, musées, bibliothèques, ou détruit, de nombreux biens culturels,,,. Selon Mahmoud Hawari, ancien directeur du musée palestinien, la destruction intentionnelle du patrimoine culturel palestinien « démontre l'intention des dirigeants politiques et militaires israéliens de détruire le peuple palestinien et son identité culturelle ». De nombreux cimetières, actuels ou historiques, aussi bien musulmans que chrétiens, ont été détruits,, dont certaines dépouilles ont été mutilées,, ou enlevées, pour la recherche d'ADN d'otages israéliens,,,.

## Contexte
La question du génocide à Gaza depuis 2023 succède à de nombreuses allégations de génocide des Palestiniens, allégations antérieures à 2023.

### Conflit israélo-palestinien
La guerre israélo-arabe de 1948, également nommée guerre d'indépendance (pour les Israéliens) et Nakba (pour les Palestiniens, en arabe : « la Catastrophe »), est la guerre qui conduit, avec le plan de partage de la Palestine, à la fondation de l'État d'Israël. Elle entraîne l'exode palestinien de 1948 et a conduit à l'établissement d'Israël dans la majeure partie de ce qui était la Palestine mandataire, à l'exception de deux territoires séparés qui sont devenus connus sous le nom de Cisjordanie et de la bande de Gaza, occupés respectivement par la Jordanie et l'Égypte. Après la guerre des Six Jours de 1967, Israël occupe les territoires palestiniens de Cisjordanie et de la bande de Gaza. La période suivante est témoin de deux soulèvements populaires sanglants des Palestiniens contre l'occupation israélienne : la première Intifada en 1987, et la deuxième Intifada, à partir de 2000. Cette dernière se termine avec le retrait d'Israël de Gaza en 2005. 

#### Gouvernement de la bande de Gaza par le Hamas depuis 2007

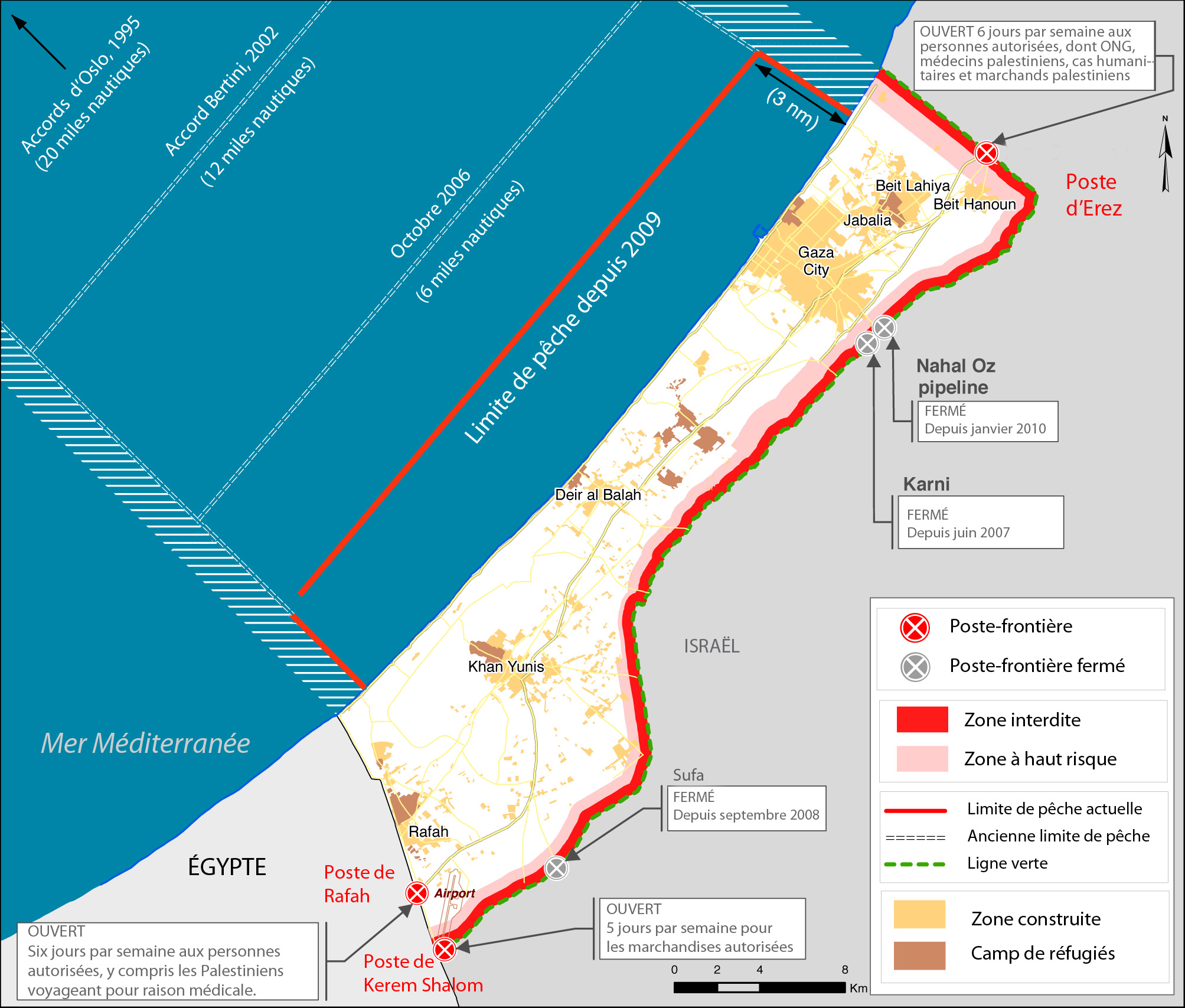
Blocus de la bande de Gaza (septembre 2012).

Depuis 2007, la bande de Gaza est gouvernée par le Hamas, un groupe militant islamiste, tandis que la Cisjordanie reste sous le contrôle de l'Autorité palestinienne dirigée par le Fatah. Après la prise de pouvoir du Hamas, Israël impose un blocus de la bande de Gaza, qui porte considérablement préjudice à l'économie gazaouie et dégrade les services médicaux et éducatifs de l'enclave palestinienne.
Israël justifie le blocus en invoquant des raisons de sécurité, mais plusieurs groupes internationaux de défense des droits de l'homme qualifient le blocus de forme de punition collective. L'organisation Human Rights Watch estime en 2016 que l'occupation israélienne de Gaza viole les droits humains fondamentaux, et qu'elle se caractérise par la pratique « d'homicides illégaux, de déplacements forcés de population, de détentions abusives, et d'un confinement injustifié ». L'organisation Amnesty international estime en 2022 que la situation relève d'un régime d'apartheid.
Le secrétaire général de l'ONU Antonio Guteres déclare au lendemain de l'attaque du 7 octobre 2023 : « le peuple palestinien a été soumis à 56 ans d’occupation étouffante. Les Palestiniens ont vu leurs terres progressivement dévorées par les colonies, frappées par la violence, leur économie étouffée, leur population déplacée et leurs maisons démolies. Leurs espoirs d’une solution politique à leur détresse ont disparu ».
Depuis 2007, quatre conflits ont opposé Israël et le Hamas, ainsi que d'autres groupes militants palestiniens basés à Gaza, en 2008-2009, 2012, 2014 et 2021. Ces conflits ont tué environ 6 400 Palestiniens et 300 Israéliens. Peu après le début de la crise israélo-palestinienne de 2021, l’aile militaire du Hamas, les Brigades Al-Qassam, commence à planifier l’opération du 7 octobre 2023 contre Israël. Le 7 octobre 2023, le Hamas lance depuis Gaza l'attaque contre Israël faisant au moins 1 139 morts, la plupart d'entre eux étant des civils (379 militaires et 800 civils), et enlève une centaine d'otages. Israël répond par une campagne de bombardements extrêmement destructrice suivie d'une invasion de la bande de Gaza le 27 octobre. L'attaque du 7 octobre 2023 se déroule sur fond d'occupation israélienne de la Cisjordanie et de blocus de Gaza.

#### Appauvrissement planifié de la bande de Gaza
Il a été avancé que « l'appauvrissement minutieusement planifié » était une politique à long terme d'Israël pour la bande de Gaza,. Dès 2000, Israël interdit les importations de combustible de cuisine et de gaz. 8 000 colons répartis sur 25 % de la bande ont l'usage exclusif de 40 % des terres arables de Gaza et de la majeure partie de son eau. Après qu'Israël a retiré ses colonies de la bande de Gaza en 2005, des élections palestiniennes ont lieu en 2006, que le Hamas remporte. Israël, déclarant à la fois le parti politique Hamas et la bande de Gaza elle-même « entité hostile », met en place un blocus, des sanctions économiques et des restrictions visant à affaiblir le pouvoir du Hamas dans la bande de Gaza. L'avocat Dov Weissglas explique : « Nous devons les rendre beaucoup plus minces, mais pas suffisamment pour qu'ils meurent », l'idée étant de « mettre les Palestiniens au régime, mais pas de les faire mourir de faim ».
Des câbles diplomatiques publiés ultérieurement par WikiLeaks révèlent qu'Israël a informé les États-Unis, en 2008, que, tout en prenant des mesures pour prévenir une crise humanitaire, il a l'intention de maintenir l'économie de Gaza « au bord de l'effondrement ». Des calculs précis ont été effectués pour déterminer le besoin calorifique minimum (2 279 calories par personne et par jour) afin d'éviter la malnutrition dans la bande de Gaza, et ces calculs servent de base à la détermination par Israël du nombre de camions pour les livraisons de nourriture de 2007 à 2010,,. Le calcul exclut des facteurs tels que l'effondrement de l'agriculture dû au blocus qui assèche l'accès aux marchés des semences,. Les restrictions sur les denrées alimentaires comprennent des produits de base comme les pâtes, - ce produit particulier a été réintroduit après que John Kerry a protesté contre son inclusion dans la liste des importations interdites - et toutes les délicatesses, comme le miel, le sésame, le halvah, la bamba (en), le thé, le café, les saucisses, la semoule, les produits laitiers en grands emballages, la plupart des produits de boulangerie et les limitations sur la viande et le gaz de cuisson domestique.
Le rapport Goldstone révèle que pendant la guerre de Gaza de 2008-2009, l'invasion israélienne a causé une destruction délibérée et massive du secteur agricole de Gaza. Israël a également déclaré 30 % des terres les plus arables de la bande de Gaza zones interdites. Après 2012, la Croix-Rouge obtient un accord permettant aux agriculteurs de Gaza de cultiver des plantes de différentes hauteurs, dans des zones situées respectivement à 300 mètres et à un kilomètre de la clôture frontalière fortifiée entre Israël et la bande de Gaza. Les cultivateurs et leurs systèmes d'irrigation rudimentaires ont néanmoins été souvent exposés aux tirs de snipers et de mitrailleuses automatiques, et les cultures le long de la ligne d'armistice ont été, sans avertissement, pulvérisées par l'herbicide Roundup de Monsanto.
De même, Israël impose de sévères restrictions à la pêche dans les eaux de Gaza - les 20 milles nautiques convenus dans le cadre des accords d'Oslo sont unilatéralement réduits à neuf - avec des zones de pêche délimitées par des bouées. En 2009, Israël réduit encore cette limite à trois milles nautiques, avec pour résultat que 85 % des eaux de pêche de Gaza sont bloquées par des navires de guerre israéliens. Les navires de guerre israéliens tirent sur les pêcheurs locaux même dans ces zones.
En 2018, après que l’Autorité palestinienne cesse de financer Gaza, le gouvernement israélien autorise l’entrée régulière de fonds qatariens en liquide à destination du Hamas. Ces transferts, parfois proches de 30 millions de dollars par mois, se poursuivent jusqu’en 2023. Selon plusieurs sources, cette politique visait à maintenir le Hamas au pouvoir à Gaza tout en affaiblissant le Fatah en Cisjordanie. 

#### Affaiblissement de l'autorité palestinienne
Selon plusieurs spécialistes, la priorité de Netanyahou n'est pas de maintenir la sécurité d'Israël, mais plutôt d'empêcher toute véritable chance de résoudre le conflit israélo-palestinien par le biais d'une division des terres, de la fin de l'occupation ou d'une solution à deux États. En faisant cela, Netanyahou a renforcé le Hamas.
Durant son premier mandat, Netanyahou approuve la création de plusieurs nouvelles colonies et retire la demande d'extradition visant Mousa Abu Marzouq, haut responsable du Hamas. Ces décisions vont à l’encontre des recommandations des services de sécurité israéliens de l’époque. À partir de 2009, Netanyahou interrompt la coopération sécuritaire israélo-palestinienne dans la lutte contre le Hamas, tout en invoquant la division palestinienne pour refuser toute négociation politique.
Cette stratégie est consolidée en 2018 lorsque, après que l’Autorité palestinienne cesse de financer Gaza, le gouvernement israélien autorise l’entrée régulière de fonds qatariens en liquide à destination du Hamas ce qui garantissait que le mouvement national palestinien reste fragmenté entre le Hamas à Gaza et l'Autorité palestinienne contrôlée par le Fatah en Cisjordanie, permettant ainsi à Israël de maintenir sa domination sur l'ensemble du territoire. Même après les événements dévastateurs du 7 octobre, l'historien israélien Adam Raz avertit que la stratégie de Netanyahou reste inchangée.
Malgré les avertissements répétés des services de renseignement israéliens, le Hamas lance une attaque meurtrière contre Israël le 7 octobre 2023. En réponse, le gouvernement israélien engage une vaste campagne militaire à Gaza. Cette réaction, qualifiée par certains observateurs de « dresdénisation » en référence au bombardement de Dresde durant la Seconde Guerre mondiale, engendre une importante crise humanitaire et des destructions massives.

### Virage vers l'extrême-droite en Israël
Des critiques soutiennent que la réponse militaire à Gaza, tout en échouant à affaiblir durablement le Hamas, a renforcé le soutien intérieur au gouvernement de Benjamin Netanyahou et instauré une dynamique de conflit prolongé. Alors que le discours politique israélien insiste sur la nécessité de la destruction totale du Hamas, certaines analyses soulignent que les conditions sociales et politiques à Gaza — marquées par la pauvreté, le siège et les destructions — favorisent la résurgence de mouvements armés.
Paradoxalement, la guerre en cours aurait consolidé à la fois le pouvoir de Netanyahou en Israël et celui du Hamas à Gaza, malgré des contestations croissantes à leur égard de part et d’autre. En août 2023, alors que les Israéliens manifestaient contre la réforme judiciaire, les Palestiniens à Gaza manifestaient contre le Hamas. Sinwar craignait de perdre le pouvoir à Gaza, et le Hamas a alors réprimé ces protestations par la violence. Les sondages d’opinion de septembre et octobre 2023 dans la bande de Gaza montraient que plus de 50 % des habitants étaient favorables à une solution à deux États. Cela signifie que le Hamas avait échoué : malgré le fait que la moitié de la population de Gaza ait vécu la majeure partie de sa vie sous une doctrine fondamentaliste, la majorité restait favorable au partage du territoire.

#### Gouvernement Netanyahou VI et cabinet de guerre
Le 37e gouvernement d'Israël est formé à l'issue des élections législatives du 1er novembre 2022. À quelques minutes de la fin du délai, Benjamin Netanyahou annonce avoir constitué une coalition. Le 29 décembre, le nouveau gouvernement de Benyamin Netanyahou est investi par la Knesset, obtenant l'approbation de 63 députés,. Ce gouvernement est considéré comme le plus à droite de l'histoire du pays, intégrant des partis d'extrême droite et les ultraorthodoxes, tandis que seulement cinq femmes y siègent.

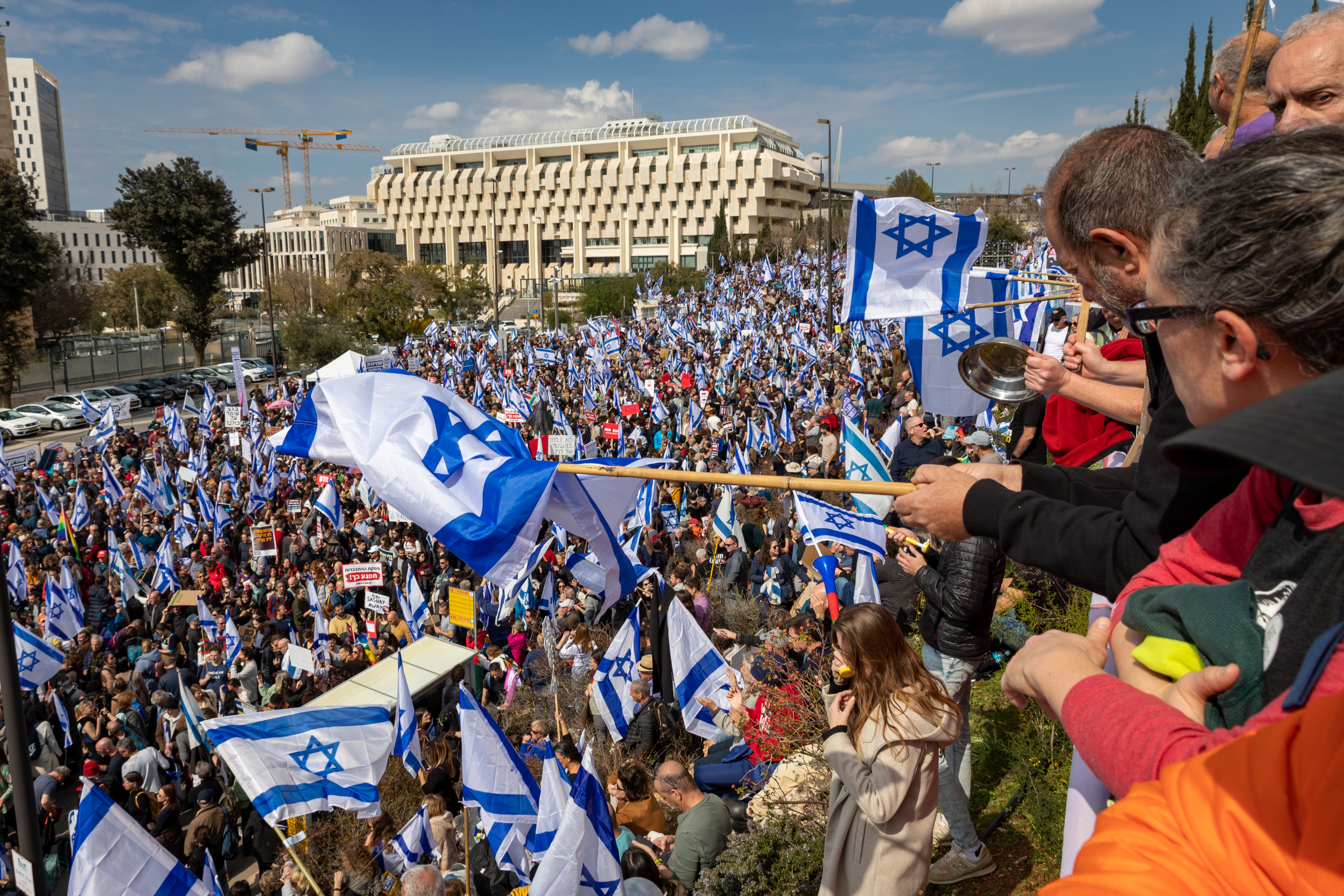
Manifestation à Jérusalem contre la réforme judiciaire, 13 février 2023.

Il s'agit d'une coalition composée initialement de six partis de droite et d'extrême droite : Likoud, Judaïsme unifié de la Torah, Shas, le Parti sioniste religieux, Force juive et Noam. Ce gouvernement est considéré comme le plus à droite de l'histoire du pays, intégrant des partis d'extrême droite et les ultraorthodoxes.
Benyamin Netanyahou, leader du Likoud et actuel Premier ministre, est toujours inculpé pour corruption, fraude et abus de confiance dans trois affaires. Aryé Dery, chef du parti ultraorthodoxe Shas et ministre de l’Intérieur, a été condamné à la prison avec sursis pour évasion fiscale. Bezalel Smotrich, leader du Parti sioniste religieux et ministre des Finances, a été détenu trois mois en 2005 pour avoir planifié des manifestations violentes. Itamar Ben-Gvir, chef du parti Force juive et ministre de la Sécurité nationale, a été condamné en 2007 pour incitation à la haine.

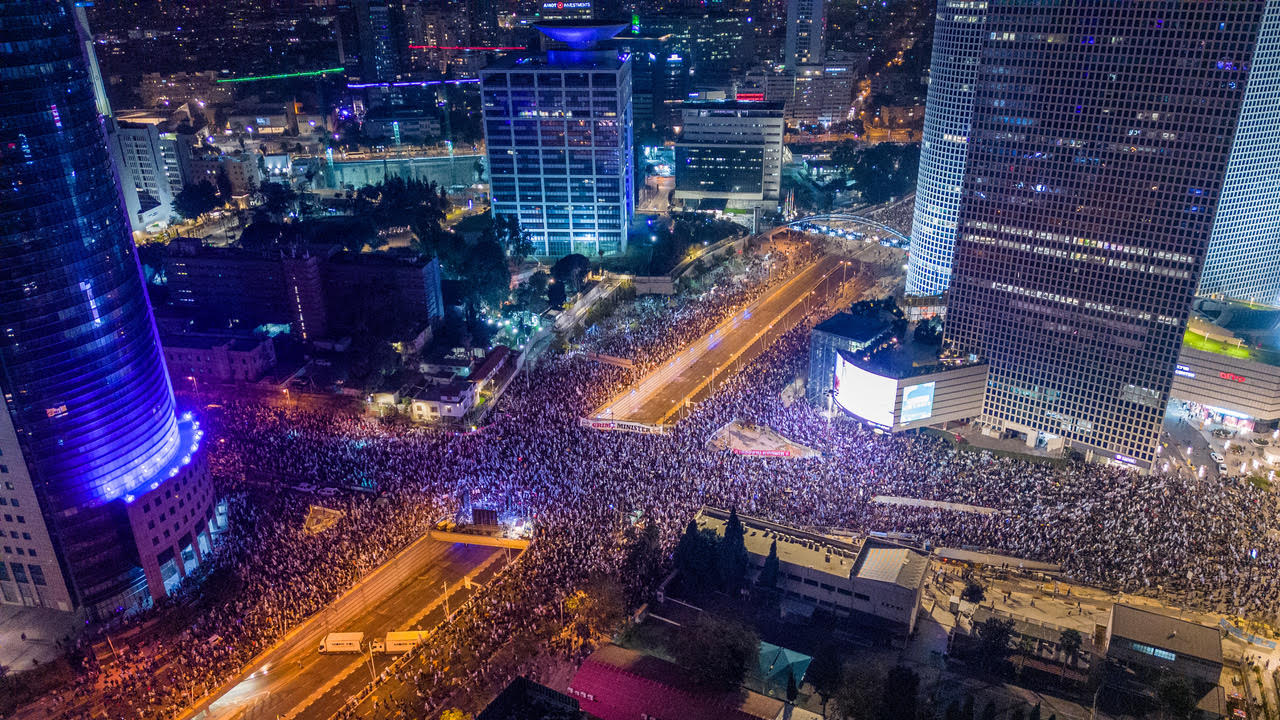
Manifestations contre la réforme judiciaire proposée par le gouvernement Netanyahou à Tel Aviv, le 4 mars 2023.

La Cour suprême invalide en janvier 2023 la nomination des ministres de l'Intérieur et de la Santé, Aryé Dery, véritable numéro deux du gouvernement, en raison de ses condamnations pour corruption et fraude fiscale. Les députés de la majorité de Benyamin Netanyahou à la Knesset avaient voté en décembre 2022 un texte de loi, baptisée « loi Déri » par la presse, autorisant une personne reconnue coupable d'un crime d'entrer au gouvernement,.
Son projet de réforme judiciaire permettant à la Knesset de déroger aux décisions de la Cour suprême, provoque des manifestations, notamment à Tel Aviv,,. Selon Le Monde diplomatique, cette réforme « permettra de faire sauter les derniers verrous judiciaires freinant le développement de la colonisation ».
Benyamin Netanyahou donne son accord à un projet de loi présenté par Ben-Gvir pour une immunité totale des soldats israéliens accusés de crimes de guerre. En 2016, Netanyahou avait déjà publiquement appelé à l'amnistie d'un soldat israélien qui avait exécuté d’une balle dans la tête un combattant palestinien blessé.
Le 26 mars, il limoge le ministre de la Défense Yoav Gallant après que celui-ci a critiqué la réforme judiciaire. Le lendemain 27 mars, devant l'ampleur des manifestations et l'annonce d'une grève nationale générale par la fédération syndicale Histadrout, suivie par les autres syndicats et les grandes entreprises qui ont annoncé leur participation, Netanyahou renonce au limogeage de Gallant et annonce la suspension des travaux sur le projet de réforme et le report du vote sur celui-ci,.

#### Fuite vers l'avant de Netanyahou
En parallèle de l'offensive à Gaza, Netanyahou est accusé de ne pas tenir compte de la sécurité des otages israéliens enlevés durant l'attaque d'octobre 2023, et retenus captifs dans la bande de Gaza par le Hamas et des groupes alliés. Il est ainsi accusé par les familles des otages de les avoir abandonnés et de poursuivre la guerre pour se maintenir au pouvoir en refusant la possibilité d'une trêve. Il est aussi confronté à de multiples manifestations, notamment en septembre 2024, après l'exécution de six otages à Gaza,
L'opposition israélienne ainsi que de nombreux observateurs internationaux pointent la dérive autoritaire de Netanyahu, du Likoud et de son gouvernement, qui menace Israël d'entrer dans le club des démocraties illibérales aux côtés de la Hongrie ou bien de la Turquie,,.
Pour Gilles Kepel, la brutalité de la réponse israélienne s'explique par deux facteurs : la doctrine de la « riposte disproportionnée » de l'armée israélienne et les motivations personnelles de Benjamin Netanyahou menacé politiquement et judiciairement et n'envisageant « d’autre salut que l’alliance avec les suprémacistes d’extrême droite » qui font tenir sa coalition tels que les politiciens Bezalel Smotrich et Itamar Ben-Gvir.
Le 21 novembre 2024, la Cour pénale internationale émet les mandats d'arrêt contre le Premier ministre israélien et son ancien ministre de la Défense Gallant, selon la requête déposée, par le procureur Karim Kahn, en mai 2024,. Netanyahou dénonce un « procès Dreyfus » à son encontre.
L'orientation génocidaire ou tendant vers le nettoyage ethnique total des Palestiniens est largement soutenue dans l'opinion israélienne, d'après une série de sondages.

### Déshumanisation des Palestiniens

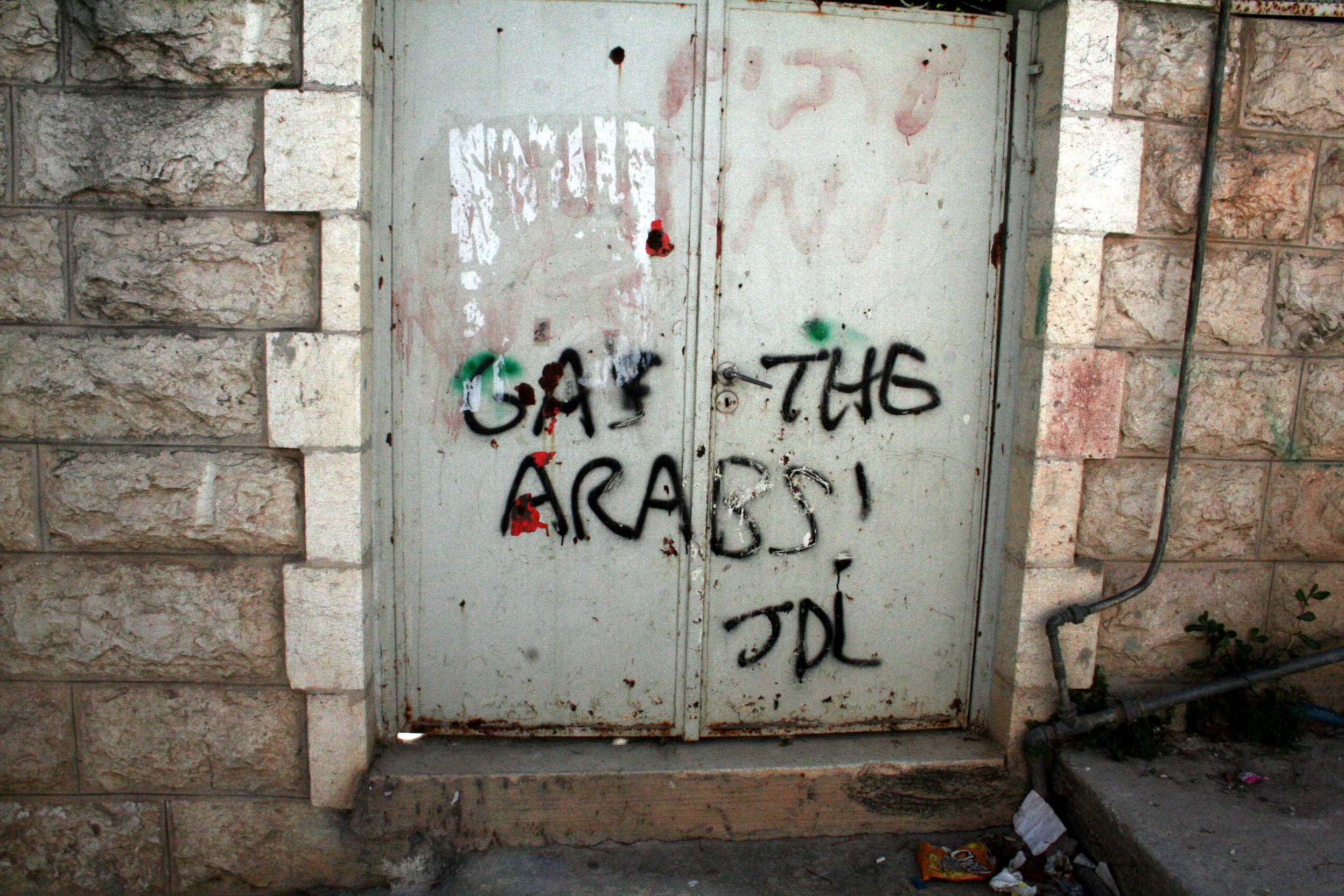
"Gazez les Arabes" peint sur le portail devant une maison palestinienne à Hébron par des colons israéliens. Il est signé "JDL" («Jewish Defense League», Ligue de Défense Juive).

Du côté d'Israël et de ses soutiens, l'attaque du 7 octobre, qui provoque une intense émotion, est parfois renvoyée à une visée génocidaire du Hamas,,,,. Selon Nurit Peled-Elhanan en 2023, des personnalités politiques israéliennes, procédant à une « nazification », à une animalisation, et à une racialisation des Palestiniens, présentent l'attaque du 7 octobre comme un « Holocauste » (une Shoah), de même qu'une « Shoah imminente » avait été mise en avant dans les semaines précédant la guerre de 1967 et au début de la première guerre israélo-arabe, en 1948. Selon cette même militante et plusieurs autres experts, cette déshumanisation et cette marginalisation sont ancrées dans la société israélienne et ont été construites sur de nombreuses années,. Selon le Musée de l’Holocauste de Montréal, la quatrième étape qui mène au génocide d'un peuple est sa déshumanisation, à savoir d’assimiler l’autre à des animaux, des insectes ou des maladies.
Après le début des bombardements de Gaza par Israël à la suite des attaques par le Hamas du 7 octobre 2023, certains Palestiniens ont exprimé la crainte que la réponse à la violence ne soit utilisée pour justifier un génocide contre les Palestiniens par Israël,,. Après ces attaques, Yoav Gallant, ministre israélien de la Défense, déclare : « Nous combattons des animaux humains, et nous agissons en conséquence ». Avi Dichter, ministre israélien de l'agriculture, demande que la guerre soit « la Nakba de Gaza ». Ariel Kallner (en), un autre membre de la Knesset, membre du Likoud, écrit également, sur les réseaux sociaux, qu'il n'y a « qu'un seul objectif : la Nakba ! Une Nakba qui éclipsera la Nakba de [1948] ». L'historien israélien de la Shoah Omer Bartov prévient en novembre 2023 que des déclarations de hauts responsables israéliens « pourraient facilement être interprétées comme indiquant une intention génocidaire »,.
En août 2024, ce même historien, qui enseigne aux États-Unis et a séjourné récemment en Israël, estime dans une tribune publiée par le quotidien anglais The Guardian que le pays est « engagé dans des crimes de guerre systématiques, des crimes contre l'humanité et des actes génocidaires ». Il établit un parallélisme entre la rhétorique d'endoctrinement diffusée au sein de l'armée allemande pendant la guerre contre l'URSS et la rhétorique d'endoctrinement au sein de l'armée israélienne combattant à Gaza à la suite de l'attaque du 7 octobre 2023.
L'historien Adam Raz et le sociologue Assaf Bondy, israéliens, ont analysé, dans leur lexique de la brutalité les efforts du gouvernement israélien pour enfermer, depuis octobre 2023, les Israéliens dans un cycle de déshumanisation lexicale des Palestiniens, souvent comparer à des « animaux » dans les discours officiels et les médias israéliens. Cette déshumanisation banalise voire justifie la banalité du mal commis contre eux. Ils recensent 150 actes de déshumanisation depuis octobre 2023. Selon Elie Barnavi, historien et ancien ambassadeur israélien en France, et à propos du gouvernement Netanyahou: « Ils appelent au génocide des Palestiniens, [...] il n'y a plus de retenue et l'armée sur le terrain fait ce qu'il faut pour obéir. »
Certains journalistes, politologues et organisations internationales disant même qu'on est en train d'assister en direct au premier génocide filmé de l'histoire,.

#### Allégations antérieures de génocide des Palestiniens
Cette accusation est formulée à maintes reprises au cours du conflit israélo-palestinien, ce qui est parfois lié à la perspective selon laquelle Israël serait un État colonial de peuplement,. Bien que certains chercheurs aient soutenu l'idée d'un génocide contre les Palestiniens bien avant les attaques du 7 octobre, de nombreux commentateurs ayant identifié le contexte plus large de l'occupation israélienne comme une cause de l'attaque du 7 octobre 2023,, la campagne militaire israélienne à Gaza a été officiellement qualifiée de génocidaire par l'Afrique du Sud, une grande partie des organisation internationales, des experts du génocide et d'autres défenseurs de l'argument du génocide,.

#### Ciblage assisté par l'IA
Dans le cadre de la guerre à Gaza, les forces de défense israéliennes (FDI) utilisent l'intelligence artificielle pour déterminer/générer rapidement et automatiquement des centaines de cibles par jour dans ses bombardements à Gaza.
Ces outils incluent Évangile, une IA qui examine automatiquement les données de surveillance à la recherche de bâtiments, d'équipements et de personnes soupçonnées d'appartenir à l'ennemi et, une fois trouvées, recommande des cibles de bombardement à un analyste humain qui peut alors décider de les transmettre ou non au terrain. Un autre exemple est Lavender, une « base de données alimentée par l'IA » qui répertorie des dizaines de milliers d'hommes palestiniens liés par l'IA au Hamas ou au Jihad islamique palestinien, et qui est également utilisée pour la recommandation de cibles.
Les critiques pointent l’utilisation de ces outils mettant la vie des civils en danger, brouille les responsabilités et entraîne une violence militairement disproportionnée en violation du droit international humanitaire et cela sans considérer les problèmes éthiques liés au fichage d'une population entière. Durant les premières semaines de la guerre, il était autoriser de tuer 15 à 20 civils lors de frappes aériennes contre des militants subalternes. Ce nombre serait supérieur à 100 civils tués pour les hauts responsables du Hamas ; cela est calculé en fonction du grade du combattant (commandant de brigade, commandant de bataillon, etc). Un source interne dénonce jusqu'à 20 civils non impliqués pour une seule cible, quels que soient son grade, son importance militaire ou son âge.
Ces attaques étaient généralement menées à l'aide de munitions non guidées, détruisant des maisons entières et tuant tous leurs occupants.

## Actes relevant du génocide depuis 2023

### Déclarations incitant ou appelant au génocide

#### Déclarations d'officiels israélien
Immédiatement après les attaques sanglantes du 7 octobre 2023, Yoav Gallant, ministre de la Défense israélien déclare ainsi : « Nous combattons des animaux humains, et nous agissons en conséquence »,, et appelle au génocide en citant l'Ancien Testament: « C'est une guerre entre les fils de la lumière et les fils des ténèbres ». Avi Dichter, ministre israélien de l'Agriculture appelle à ce que la guerre soit une « Nakba de Gaza », tandis que Amihai Eliyahu, ministre israélien du Patrimoine parle de larguer une bombe atomique, et que les palestiniens devraient « Aller en Irelande ou dans le désert. » Le président d'Israël Isaac Herzog blâme toute la Palestine pour l'attaque du 7 octobre,. Le général Ghassan Alian, directeur du coordinateur des activités gouvernementales dans les territoires déclare lui : « Il n'y aura ni électricité ni eau (à Gaza), il n'y aura que destruction. Vous vouliez l'enfer, vous aurez l'enfer ». La députée du Likoud Tally Gotliv (en) appelle à bombarder Gaza avec les missiles atomiques israéliens, toujours non-formellement reconnus. Le premier ministre israélien Benjamin Netanyahou déclare, en appelant à l'extermination totale de la population gazaouie: « Souvenez-vous de ce qu'Amalek vous a fait. »
Le vice-président de la Knesset Nissim Vaturi appelle à « effacer la bande de Gaza de la surface de la Terre » ; le député du Likoud Amit Halevi affirme qu'il ne devrait « plus y avoir de terre musulmane sur la terre d'Israël ... [et] que Gaza devrait être laissée tel un monument comme Sodome » ; Benjamin Netanyahou fait pour sa part des allusions bibliques sur le sort de Gaza largement comprises comme une référence à un massacre de masse. Le ministre de l'intérieur Eli Yishai appelle à « ramener Gaza au Moyen-Âge ». Le ministre de la diaspora Amichai Chikli parle du conflit comme étant « Un combat pour la civilisation occidentale ». Le ministre israélien de l'éducation Yoav Kisch parle d'« exterminer » la population de Gaza.
En août 2024, Smotrich estime qu’il pourrait « être justifié et moral » d’ « affamer » la population civile de Gaza pour faciliter la libération des otages enlevés lors des attaques terroristes du 7 octobre 2023 par le Hamas. Une partie de la communauté internationale dont la France considère ces propos comme « scandaleux ». Alors qu'Itamar Ben-Gvir, ministre de la Sécurité nationale, appelle à une recolonisation israélienne de Gaza, une fois la guerre terminée, et propose d'« encourager » les Gazaouis à émigrer (le 1er janvier 2024) et qu'« affamer Gaza est moralement justifié » (août 2024). De nombreux pays condamnent ses propos, qualifiés d'« incendiaires ». Le Haut Commissaire de l'ONU aux droits de l'homme, Volker Türk, souligne que les déplacements forcés de population sont interdits par le droit international humanitaire.
Plusieurs membres de la Knesset, notamment Zvi Sukkot (Parti sioniste religieux), Revital Gottlieb (Likoud) ou Limor Son Har-Melech (Force juive),, et en profitant de l'impunité, ont appelé à de nombreuses reprises au génocide et à la recolonisation de la bande de Gaza.

#### Des médias et figures politiques israéliennes
Les chaîne israéliennes Channel 14 et i24News diffusent des débats incitant au génocide et défendant les actions de l'armée israélienne dans la bande de Gaza. Plusieurs figures médiatiques, journalistes, présentateurs et influenceurs israéliens ont incité au génocide. Selon le New York Times, et en novembre 2023: « Les appels à détruire Gaza ont été mentionnés plus de 18,000 fois depuis le 7 octobre dans des posts en hébreu sur X... L'effet cumulatif, selon les experts, a été de normaliser le débat sur l' "annihilation" du peuple de Gaza... »
Le rabbin et figure du sionisme religieux Dov Lior appelle à briser le Shabat pour « empêcher l'aide humanitaire d'entrer à Gaza ». Le Grand-rabbin Shmuel Eliyahu a soutenu son fils, Amihai Eliyahu dans sa rhétorique d'utiliser la bombe atomique sur Gaza. Le rabbin proche du Parti Sioniste Religieux, Eliyahu Mali, a appelé à « ne laisser personne vivant » dans la bande de Gaza.
Le maire adjoint israélien de Jérusalem Areyh King a appelé à « enterrer les prisonniers gazaouies vivants ». Le maire de Metula, David Azulai a appelé à transformer Gaza en « un musée à la Auschwitz »,

#### De sources étrangères
Des propos incitant au génocide à la suite de l'attaque du 7 octobre se retrouvent aussi à l'international comme avec Michelle Salzman (en), élue du Parti républicain à la Chambre des représentants de Floride ou le médecin Darren Klugman, suspendu par l'université Johns-Hopkins. Lindsey Graham, Marco Rubio et Tim Walberg, membres du Congrès des États-Unis, ont aussi fait des déclarations appelant à l’extermination des Palestiniens.
En octobre 2023, et en réponse à l'élue démocrate Angie Nixon qui demandait au Congrès: "10,000 palestiniens sont déjà morts. Quel nombre est-il suffisant [pour agir] ?" l'élue républicaine Michelle Salzman répondit : « Tuez tous les Palestiniens »,.
Le 18 juillet 2024, l'homme politique néerlandais d'extrême-droite Geert Wilders appelle à : « Expulse[r] les Palestiniens vers la Jordanie ».
L'homme d'affaire et filleul du président américain, Jared Kushner a clamé le « potentiel économique » du front de mer de Gaza et a suggéré qu'Israël devrait enlever les civils pendant son « nettoyage » de la bande de Gaza.

### Meurtres à Gaza

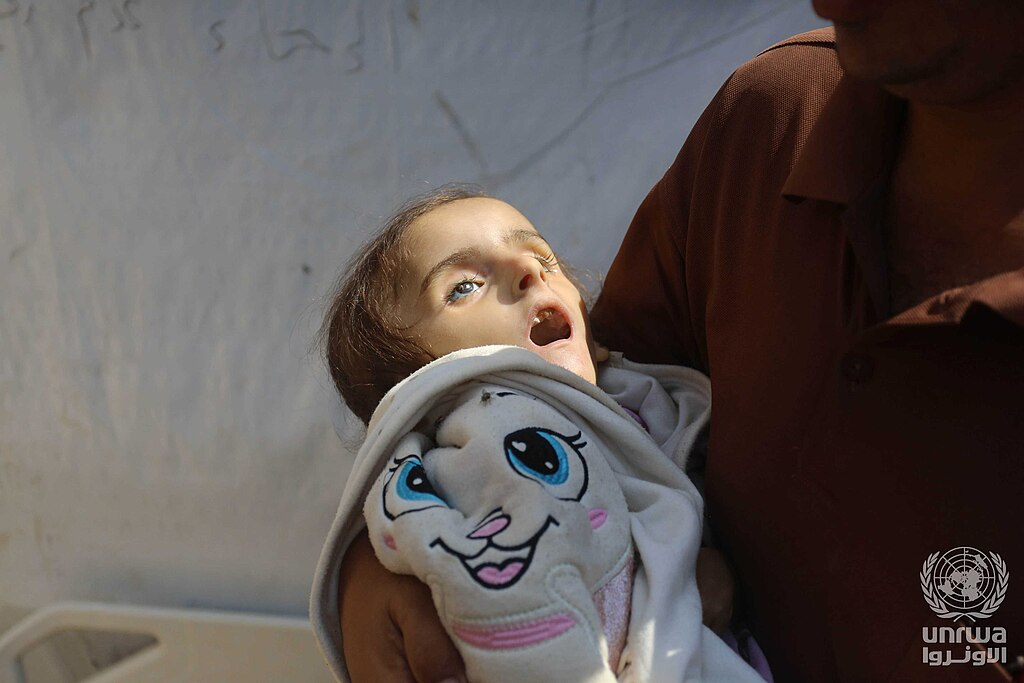
Photo d'une enfant de 4 ans à Gaza prise par l'UNRWA, peu avant sa mort pour cause de manque de soins et de dénutrition.

Le décompte des morts provoque de nombreux débats ; les spécialistes distinguent notamment d'une part les morts directes - causées par des blessures et lésions traumatiques - , et d'autre part les morts indirectes - liées à la famine et à l'effondrement du système de santé.

#### Morts directes

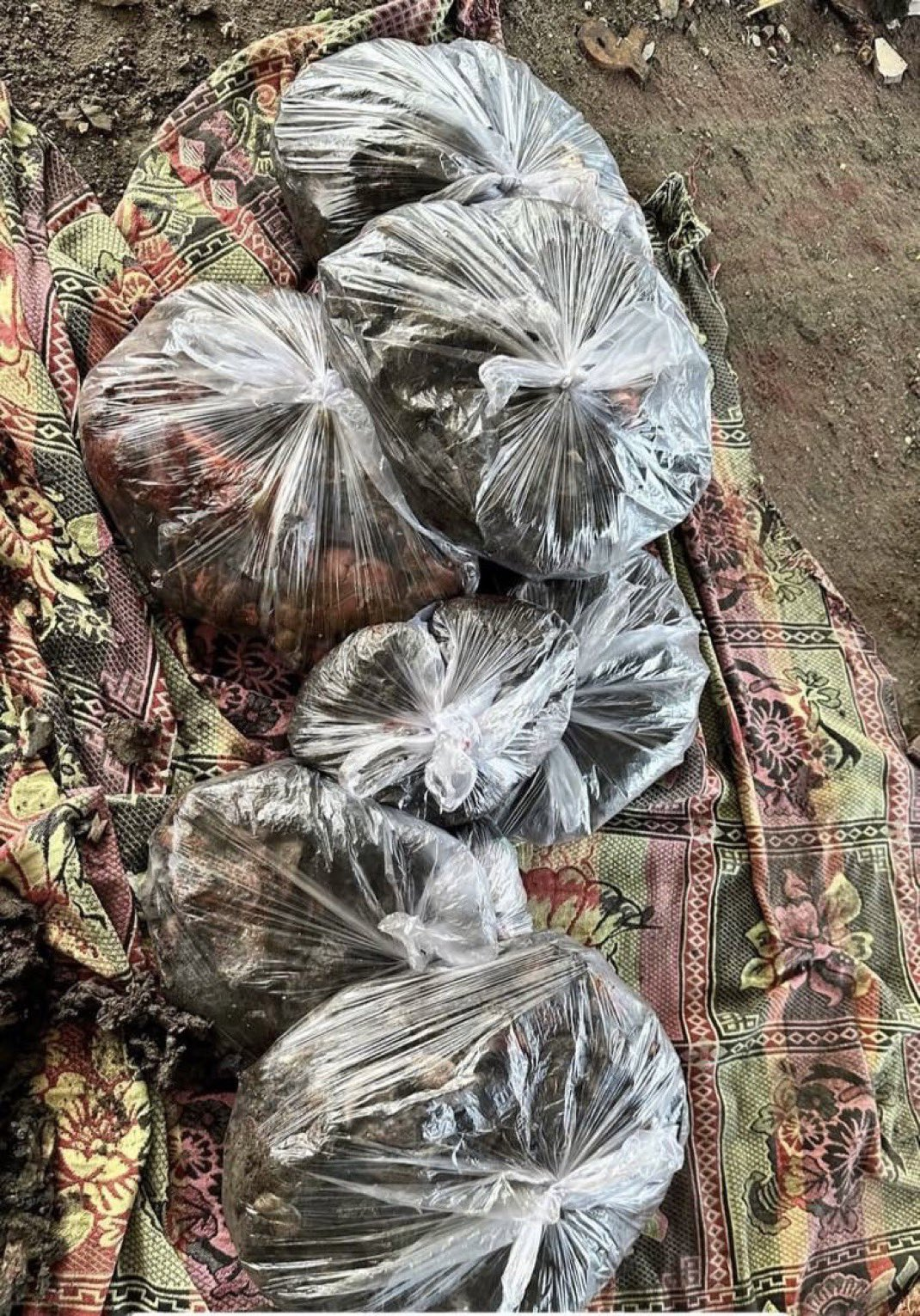
Sacs de parties calcinés démembrés de victimes du, août 2024.

Au 16 décembre 2024 au moins 45 000 Palestiniens au total,,, dont 14 100 enfants, ont été tués selon le ministère de la Santé de Gaza et l'UNICEF. Au moins 93 778 personnes sont blessées. Les données fournies par le Hamas sont jugées plausibles et publiées par l’ONU, ainsi que toutes les organisations qui y sont rattachées, telles que l’UNICEF, la majorité des ONG (Amnesty International, Médecins Sans Frontières, Human Right Watch…) et des médias à l’échelle internationale. Certaines organisations, dont Action on Armed Violence (en) (AOAV), estiment même qu’elles pourraient être sous-estimées,,,,.
Selon les Nations unies, 70 % des personnes tuées sont des enfants et des femmes ; après avoir été revue à la baisse en mai 2024, un nouvelle vérification très exigeante avec trois sources indépendantes confirme la proportion de 70 % de femmes et d’enfants dans les morts dans la bande de Gaza entre novembre 2023 et avril 2024,.
Selon certaines estimations, des milliers de corps supplémentaires ont été enterrés sous les décombres,,. En janvier 2025, la revue médicale britannique The Lancet affirme que le nombre de morts directes à Gaza doit être revu à la hausse, pour avoir été sous-estimé de plus de 40 % dans les bilans du ministère de la Santé de la bande de Gaza. La revue dénombre 64 260 morts sur les neuf premiers mois de la riposte israélienne, soit environ un habitant sur 35,.
Certains analystes affirment que le nombre de morts a un impact politique et qu’il doit donc être pris avec précaution. Notamment, ils incluraient les décès naturels ou provoqués par le Hamas ainsi que les membres du Hamas tués au combat (estimés à 17 000 par Israël en octobre 2024) ; en outre, de nombreuses incohérences y auraient été relevées,,,,,,.
Les conséquences de la guerre ont fait dramatiquement chuter l’espérance de vie à Gaza, passée de 74,4 à 40,5 ans pour les hommes et de 77,4 à 47,5 ans pour les femmes, d’après une étude prudente du Lancet, laissant de côté les effets indirects de la guerre. La même étude estime que le décompte des morts directes est largement sous-évalué (d’environ 40 %) ce qui porte le bilan pour la période d’octobre 2023 à juin 2024 de 38 000 à plus de 64 000 morts.

#### Bombardements massifs
En moins d'un mois de bombardement, le volume des bombes larguées sur la bande de Gaza (35 000 tonnes, selon Oussama Hamdan (en), un haut responsable du Hamas) excède celui, combiné, des bombes larguées sur Dresde, Hambourg et Londres pendant la Seconde Guerre mondiale,. Durant les dix-neuf premiers mois de la guerre, Tsahal utilise 100 000 tonnes d'explosifs contre la bande de Gaza, selon le bureau des médias du gouvernement de la bande de Gaza.
Le soir du 7 octobre, Netanyahou a prononcé son premier discours à la nation, durant lequel il a déclaré — en utilisant une expression biblique — qu’Israël allait réduire Gaza « en ruines ». Il aurait dit à Biden à cette époque, face à ses réticences, qu’Israël allait faire comme les Américains au Japon et en Allemagne durant la Seconde Guerre mondiale, autrement dit une campagne stratégique de bombardement massif de villes entières.
Au cours de ces bombardements, les frappes aériennes israéliennes visent l'ensemble des localités, des camps de réfugiés palestiniens, des écoles, des hôpitaux, des mosquées, des églises et des infrastructures civiles de la bande de Gaza. Pendant ces bombardements, les frappes aériennes israéliennes ont abouti, selon le Ministère de la Santé du Hamas, à la mort de plus de 33 545 Palestiniens, dont 12 300 enfants.
Le 23 octobre, des frappes aériennes tuent 436 personnes dans le camp d'Al-Shati et dans le sud de Khan Younès en une seule nuit,. Le 28 octobre, l'armée de l'air israélienne bombarde des immeubles résidentiels dans le camp de réfugiés de Jabaliya sans avertissement préalable, tuant environ 50 personnes. Le 31 octobre, une frappe aérienne sur le camp de réfugiés de Jabalia est qualifiée de « massacre massif ». Le 6 mars 2024, des images aériennes montrent que le camp de réfugiés d'Al-Shati, qui est l'une des zones les plus densément peuplées au monde avant la guerre, est complètement en ruines.
Dans le cadre de la guerre à Gaza, les forces de défense israéliennes (FDI) utilisent l'intelligence artificielle pour déterminer/générer rapidement et automatiquement les cibles des bombardements l'armée de l'air israélienne. Ces attaques étaient généralement menées à l'aide de munitions non guidées, détruisant des maisons entières et tuant tous leurs occupants, une source interne dénonce jusqu'à 20 civils non impliqués pour une seule cible, quels que soient son grade, son importance militaire ou son âge.
En janvier 2024, des chercheurs de l'université de l'Oregon et de l'université de la ville de New York estiment que 62 % des bâtiments de la bande de Gaza sont endommagés ou détruits,.

#### Attaques israéliennes lors de la distribution d'aide humanitaire
Selon Forensic Architecture, un groupe de recherche de Goldsmiths, associé à l'Université de Londres, plus de 240 attaques israéliennes sur des demandeurs d'aide humanitaire ont été documentées et confirmés. Selon ce groupe, ces attaques n'étaient pas des événements isolés, mais étaient plutôt "systématiques". Le Bureau de la coordination des affaires humanitaires des Nations Unies (UNOCHA) a déclaré le 27 février que « les convois d'aide ont été pris pour cible et sont systématiquement empêchés d'atteindre les personnes dans le besoin ».

##### Massacres lors des distributions de la Fondation humanitaire de Gaza
Depuis le 27 mai 2025, plus de 1 000 Palestiniens ont été tués et plus de 4 000 blessés,, par des tirs de l'armée israélienne et de prestataires américains devant les centres de distribution d'aide alimentaire de la Fondation humanitaire de Gaza créée en février 2025 par Israël et les États-Unis et déployée trois mois après à Rafah, dans la bande de Gaza, après un blocus total israélien de 11 semaines depuis début mars 2025.
Selon les témoignages de deux contractuels américains recoupés avec des vidéos, SMS et rapports internes, dans une enquête accablante, l'Associated Press américaine a révélé début juillet 2025 que des mercenaires américains, recrutés pour sécuriser ces sites et «souvent non qualifiés, incontrôlés, lourdement armés et semblant disposer du droit de tout faire», auraient ouvert le feu et lancé des grenades sur des Palestiniens affamés,,. Dans l'une d'elles, on entend des voix hors champ applaudir et dire « Je crois que vous en avez touché un » et « Bien sûr, mon gars ! ».
La Fondation humanitaire de Gaza a fait l'objet d'une « vive controverse avant même le début de ses opérations ». Son directeur fondateur, Jake Wood, a démissionné en invoquant ses « inquiétudes quant à l'impartialité et à l'efficacité » de la FHG. L'ONG Médecins sans frontières (MSF) a exigé son démantèlement et l'a accusée d'être « un simulacre de distribution alimentaire qui produit des massacres à la chaîne ». Le Centre pour les droits constitutionnels a averti qu'elle pourrait être légalement responsable de complicité de crimes de guerre, de crimes contre l'humanité et de génocide contre les Palestiniens,.

### Conditions de vie d’existence menant à la mort
D’autres estimations dépassent les 100 000 victimes, en prenant en compte les morts indirectes telles que les morts dus à un manque d'accès aux soins ou de la famine qui impacte la bande de Gaza.
En juillet 2024, une correspondance publiée dans la revue médicale The Lancet estimait ce nombre à 186 000. Le caractère scientifique et la neutralité de l'estimation sont contestés dans la même revue en novembre 2024,,, ; la rigueur de cette étude est aussi sévèrement critiquée par Michael Spagat, expert de l'organisation Action On Armed Violence (AOAV)[source insuffisante]. Cependant, l'ONG Médecins du monde juge l'estimation de The Lancet cohérente.
En octobre 2024, un collectif de soignants américains estime à 118 908 le nombre de vies perdues à Gaza depuis le 7 octobre 2023 du fait de la guerre.
Selon Jean-Paul Chagnollaud, président du centre d'études iReMMO: ces conditions désastreuses ont été mises en place pour forcer un départ "volontaire" des Palestiniens.

#### Destruction des infrastructures médicales
Le 22 octobre 2023, des avions israéliens F-35 bombardent les zones entourant l'hôpital Al-Shifa et l'hôpital al-Quds au cours d'une nuit décrite comme la « plus sanglante » du conflit jusqu'à présent,. Le 29 octobre, les forces armées d'Israël bombardent la zone entourant l'hôpital al-Quds. Le 30 octobre, Israël bombarde l'hôpital de l'amitié turco-palestinienne. Le 3 novembre, le ministère de la Santé du Hamas déclare que 136 secouristes ont été tués et que 25 ambulances ont été détruites. Le même jour, Israël bombarde un convoi médical à l'extérieur de l'hôpital al-Shifa, prétendant que l'ambulance était utilisée par le Hamas, ce qui amène Ardi Imseis, professeur à l'université Queen's, à déclarer qu'Israël doit prouver ce qu'il avance. Le 6 novembre, au moins huit personnes sont mortes dans des frappes aériennes sur l'hôpital Nasser.
En juin 2025, après 20 mois de bombardements continus, sur les 36 hôpitaux de l'enclave, seuls 17 restent encore partiellement fonctionnels.

#### Embargo humanitaire
En réponse à l'attaque du 7 octobre, Israël annonce le 9 octobre qu'il bloquait l'entrée de carburant, de médicaments et de nourriture dans la bande de Gaza, ce qui a des répercussions immédiates car la bande de Gaza dépend déjà en grande partie de l'aide alimentaire. Le 18 octobre, Alia Zaki, porte-parole du Programme alimentaire mondial, déclare que la population de Gaza risque de mourir de faim. Trois jours plus tard, les Nations unies publient une déclaration indiquant que les stocks de nourriture sont presque épuisés. Le 23 octobre, Cindy McCain, directrice exécutive du Programme alimentaire mondial des Nations unies, déclare que les gens « meurent littéralement de faim à l'heure où nous parlons ».
Le 27 octobre, un porte-parole du Programme alimentaire mondial déclare que la nourriture et d'autres produits de base commencent à manquer. Le 3 novembre, des fonctionnaires de l'ONU déclarent que le régime alimentaire moyen des habitants de Gaza consiste en seulement deux morceaux de pain par jour et ActionAid déclare que plus d'un demi-million d'habitants de Gaza risquent de mourir de faim. Le 11 novembre, Corinne Fleischer, directrice régionale du Programme alimentaire mondial pour le Moyen-Orient, déclare que « des centaines de personnes font la queue pendant des heures chaque jour pour obtenir des rations de pain dans les boulangeries », alors que les gens sont poussés « plus près de la famine ».

### Famine
Le 3 janvier 2024, Arif Husain, économiste en chef du Programme alimentaire mondial, déclare que 80 % des personnes souffrant de famine ou de faim catastrophique dans le monde se trouvent dans la bande de Gaza, déclarant : « De toute ma vie, je n'ai jamais rien vu de tel en termes de gravité ». Les prix des denrées alimentaires ont augmenté à Gaza en raison de l'épuisement des stocks.
Cette crise humanitaire résulte des frappes aériennes israéliennes qui ont détruit les infrastructures alimentaires, telles que les boulangeries et les minoteries, et d'une pénurie généralisée de produits de première nécessité. Cette situation laisse plus d'un demi-million d'habitants de Gaza au bord de la faim et s'inscrit dans le cadre d'une crise humanitaire plus large dans la bande de Gaza.
Au début de 2024, 2,2 millions de personnes à Gaza étaient confrontées à une insécurité alimentaire au niveau d'urgence et 53 % de la population, soit 1,17 million de personnes, sont confrontées à des niveaux d'urgence de famine.C'est le « nombre le plus élevé de personnes confrontées à une faim catastrophique » jamais enregistré sur l'échelle IPC, et il est largement prévu que ce soit la famine artificielle la plus intense depuis la Seconde Guerre mondiale,,.
Les groupes de défense des droits de l'homme accusent Israël d'utiliser la famine comme méthode de guerre. L'entrée limitée des camions d'aide exacerbe la crise, ce qui incite les experts à la qualifier de l'un des pires cas de famine provoquée par l'homme depuis près d'un siècle. Dix experts indépendants de l'ONU soulignent en juillet 2024 que « la campagne de famine intentionnelle et ciblée d'Israël contre le peuple palestinien est une forme de violence génocidaire et a entraîné une famine dans toute la bande de Gaza ». En novembre 2024, la Cour pénale internationale accuse l’État israélien d’user de « la famine comme d’un moyen de faire la guerre ».
Le Programme alimentaire mondial annonce à la fin août 2024 suspendre les mouvements de son personnel à Gaza à la suite de tirs israéliens visant ses membres et « d'une série d'événements inutiles liés à la sécurité qui ont mis en danger les vies des équipes du PAM à Gaza ». Aujourd'hui, l'aide humanitaire est majoritairement distribuée par la très controversée Fondation Humanitaire de Gaza.
Depuis le début de la guerre et au 26 juillet 2025, au moins 122 personnes sont mortes de malnutrition, en majorité des enfants.

#### Pillage de l'aide humanitaire
L'armée israélienne favorise le pillage de l'aide humanitaire dans la bande de Gaza, en s'en prenant notamment aux forces de police palestiniennes qui tentent de le combattre, ont affirmé 29 ONG dans un rapport commun en novembre 2024. Le quotidien israélien Haaretz affirme également que « l'armée israélienne permet aux gangs de Gaza de piller les camions d'aide et d'extorquer des frais de protection aux chauffeurs ».
Selon Le Monde, ces gangs sont souvent liés à des criminels notoires ou à des familles influentes du sud de Gaza opposées au Hamas. Ils sont localisés dans la partie est de Rafah, près de la frontière israélienne, dans des zones que les Palestiniens ne peuvent normalement pas approcher sans être tués par l’armée. Les troupes israéliennes n’interviennent pas lorsque des convois humanitaires sont attaqués près de leurs positions. Elles attaquent en revanche la police palestinienne lorsque celle-ci tente d’empêcher les détournements. D'autre part, les autorités israéliennes imposent aux organisations humanitaires des contraintes qui les exposent encore plus aux gangs. Les chargements doivent être placés sur des camions à plateau, ce qui permet aux pilleurs de sélectionner leurs prises. Dans le sud de l’enclave, « les autorités n’ouvrent qu’une seule route depuis Kerem Shalom, nous envoyant droit sur les pilleurs », souligne la responsable des urgences à Gaza pour Médecins sans frontières. Le Hamas a créé une force appelée “Flèche” pour cibler les pilleurs à l’intérieur des villes mais celle-ci ne peut pas intervenir près des zones frontalières où ont généralement lieu les détournements.
Le gouvernement américain a accusé le 3 mai 2024 le Hamas d'avoir détourné une cargaison d'aide humanitaire « pour son propre usage, au lieu de la laisser aller aux civils innocents qui en ont besoin », affirmant qu’il s’agissait du « premier cas généralisé de détournement que nous ayons vu » à Gaza,.

#### Accusation d'empoisonnement de la nourriture distribuée
Selon des témoignages émises par des gazaouis en juin 2025, jugés crédibles par le bureau des médias du gouvernement de Gaza (qui dépend du Hamas), repris par Al-Jazeera et de nombreux médias arabes, des pilules d'oxycodone ont été mélangés avec de la farine déstinée à être distribuée à Gaza. Selon France 24, ces pilules pourraient être des anti-diabétiques.
Sollicitée par France Info, l'UNRWA, l'agence des Nations unies pour les réfugiés palestiniens, "ne peut ni confirmer ni infirmer" ces signalements. Même prudence chez Médecins du monde, dont les équipes sont actives dans l'enclave palestinienne. "Nous ne nions en rien le phénomène, qui reste plausible, mais nous n'en sommes pas des témoins directs".

### Écocide

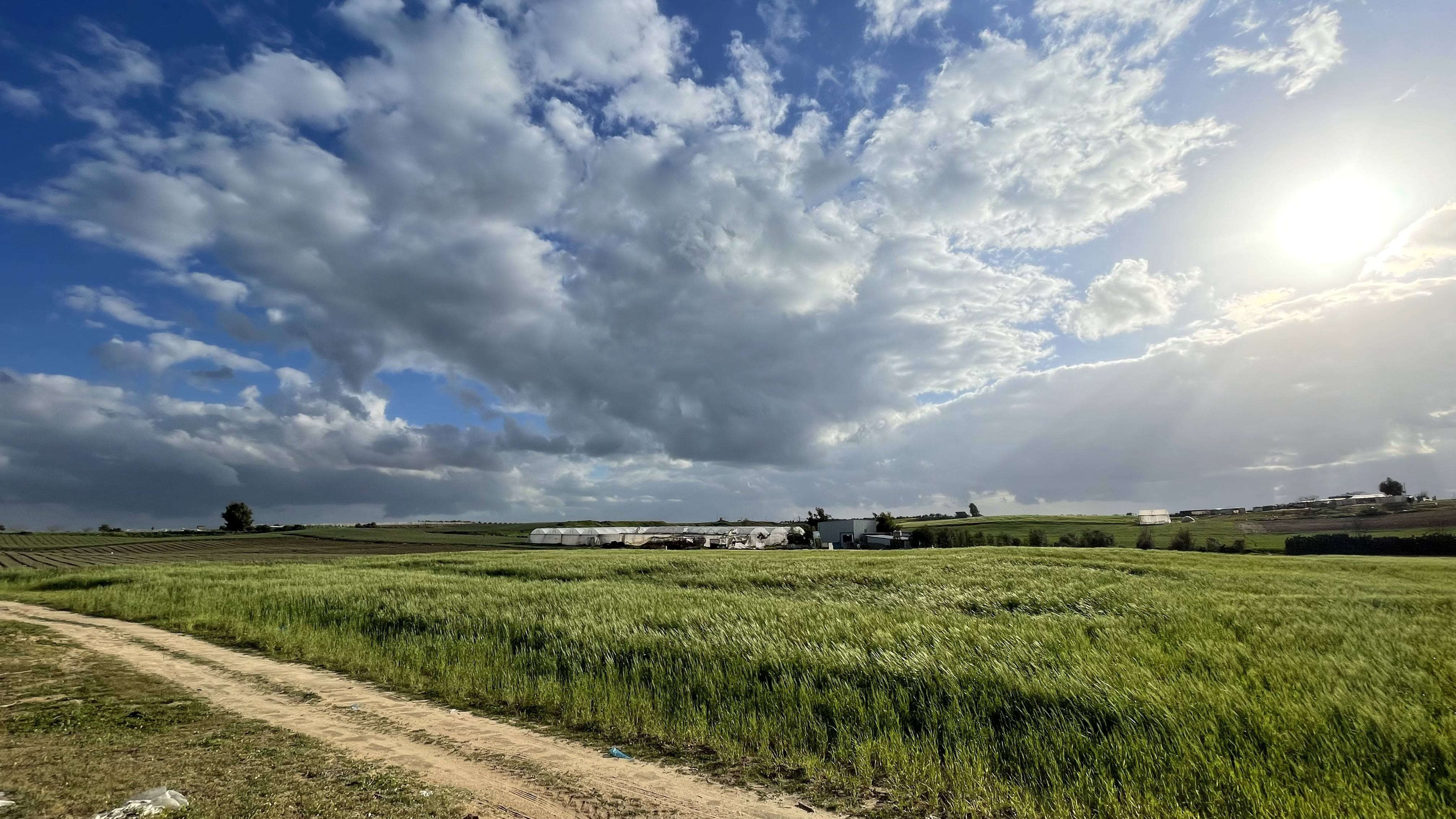
Un champ de blé à Gaza avant la guerre.

Fin décembre 2023, les spécialistes estiment déjà que dans la bande de Gaza, « des dommages irréversibles sont en train d'être causés à l'environnement », et qu'une catastrophe environnementale est en train de se dérouler sur ce territoire, rapporte Euronews.

#### Pollution
Les bombes provoquent une pollution des sols, de l'air et de l'eau à Gaza. La combustion des bombes dégage une chaleur qui peut aller jusqu'à « modifier la structure physique et les propriétés chimiques du sol, réduisant ainsi la fertilité et augmentant la probabilité de maladies transmises par le sol », selon le directeur du Centre Synerjies pour les études internationales et stratégiques.
Le magazine environnemental américain Grist souligne les risques écologiques liés aux destructions d'usines. La ville de Gaza a un quartier industriel qui produit des médicaments, des cosmétiques, etc., et qui a été très touché par les bombardements ; a été identifiée, au-dessus de Gaza, « une nuée de fumée noire émanant d'une usine de boissons gazeuses, suggérant des plastiques en train de brûler ». Par ailleurs dans les quartiers résidentiels, les destructions d'habitations dégagent des poussières d'amiante dangereuses pour la santé.
Israël a largué du phosphore blanc sur Gaza et sur le Sud-Liban, d'après les résultats d'une enquête de Human Rights Watch. Cette substance provoque des brûlures profondes, pouvant pénétrer jusqu'aux os. Elle est également dangereuse pour les yeux et le système respiratoire. D'autre part, elle produit des effets toxiques sur l'environnement : elle « endommage les sols, contamine les sources d'eau et empoisonne les écosystèmes aquatiques ».
Israël ayant limité l'entrée de carburants à Gaza, les stations d'épuration des eaux ne peuvent fonctionner normalement, de sorte que les eaux usées envahissent les lieux.

#### Empreinte carbone
D'après une étude parue début janvier 2024, la guerre a provoqué des émissions de gaz à effet de serre considérables, principalement du fait des bombardements sur Gaza. Durant les deux premiers mois de ce conflit, 281 000 tonnes de dioxyde de carbone engendrées à 99 % par les opérations militaires israéliennes auraient ainsi été injectées dans l'atmosphère. Cette empreinte carbone dépasse celle de 20 pays en développement sur une durée d'un an. Puis, au quinzième mois de guerre, ce sont 1,89 million de tonnes de dioxyde de carbone.

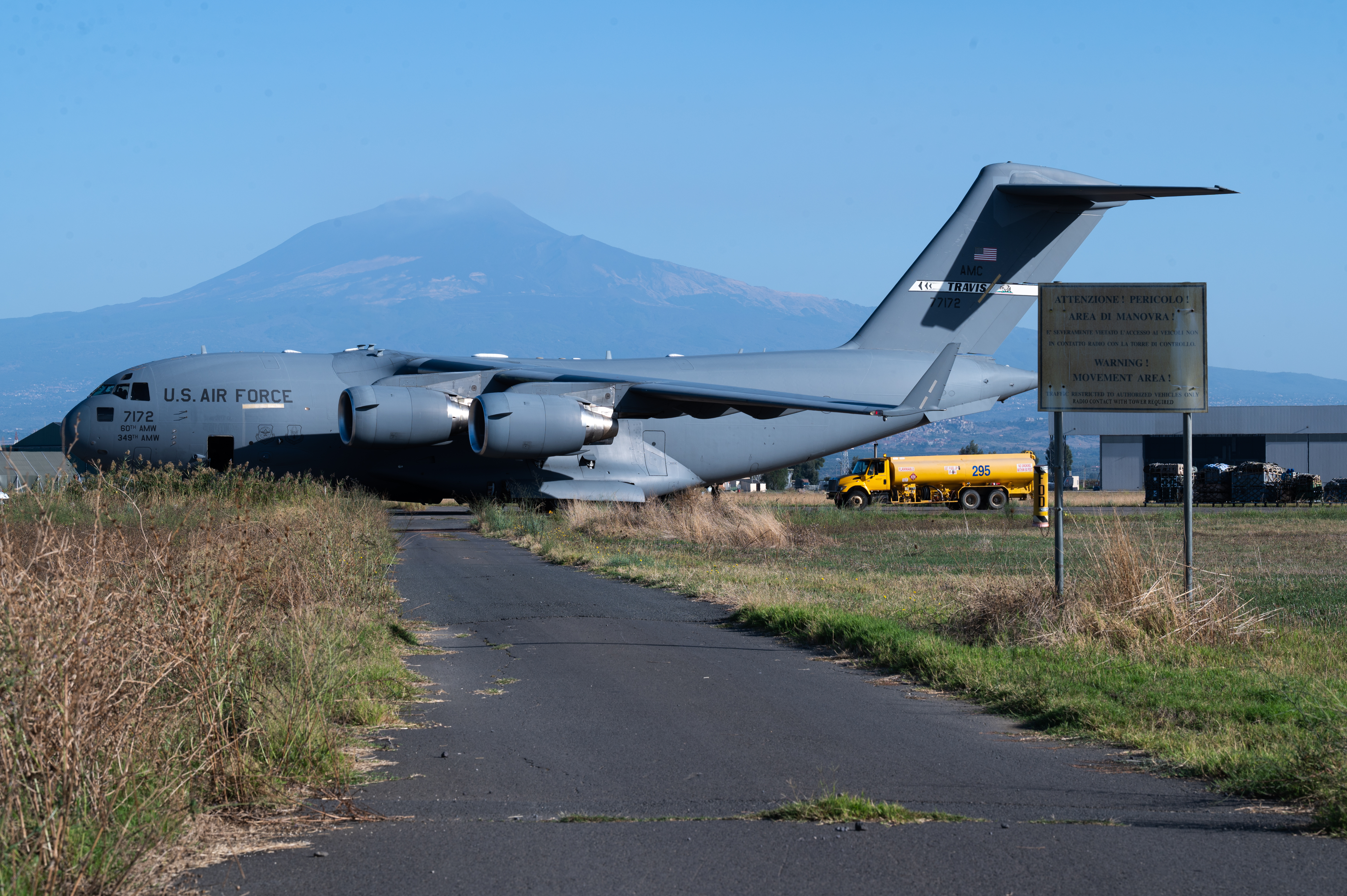
Ravitaillement en carburant d'un avion cargo américain transportant des munitions pour l'armée israélienne, 15 octobre 2023.

99 % des émissions sont dues aux bombardements aériens et à l’invasion terrestre israélienne. Les États-Unis jouent un rôle important dans cette pollution atmosphérique : 30 % du bilan carbone est lié à des émissions de gaz à effet de serre sont imputables aux avions-cargos américains qui transportent les 50 000 tonnes d’armes et autres soutiens militaires à Israël. Les roquettes lancées par le Hamas ont quant à elles injecté 3 000 tonnes de CO2 en 15 mois, soit l’équivalent de seulement 0,2 % des émissions liées à la guerre.
De même, tous les panneaux solaires qui fournissaient un quart de l'énergie à Gaza, ont été détruits par l'armée israélienne, tout comme la seule centrale électrique. En conséquence, l’accès limité à l’électricité à Gaza repose aujourd’hui sur des générateurs qui émettent 130 000 tonnes de gaz à effet de serre.

#### Déchets
La guerre a provoqué une crise des déchets, avec des tonnes d'ordures qui s'amoncellent, d'autant que dans la ville de Khan Younès qui doit désormais accueillir 1 million de personnes dans 30 km2, la décharge principale a été bombardée. Les polluants et la prolifération de rongeurs et d'insectes sont dangereux pour la santé et l'environnement. Les déchets se répandent dans la Méditerranée.

#### Destruction de la biodiversité
Les oliviers, les agrumes, les cultures de légumes etc., « ont fait l'objet d'une destruction étendue et sans précédent », selon Euronews.

### Destruction de villes entières et de zones civiles
Au 31 octobre 2023, des images provenant du satellite Sentinel-1 et autres données disponibles permettent d'estimer qu'environ 29 000 bâtiments soit 11 % du parc immobilier de la bande de Gaza ont été endommagés par les combats. En juin 2025, après 20 mois de bombardements israéliens, l'ONU considère que 92% des bâtiments résidentiels ont été détruits ou endommagés.
Le 8 novembre, Balakrishnan Rajagopal, expert à l'ONU, dénonce les crimes de guerre commis par Israël en détruisant près de 45 % des unités d'habitation et d'infrastructures de la bande de Gaza mais souligne également que les logements civils en Israël ne sont évidemment pas non plus des cibles militaires, avertissant que les tirs aveugles et continus de roquettes du Hamas depuis Gaza et ailleurs constituent également un crime de guerre. Le 17 novembre, la BBC parle de près de 50 % des habitations qui sont soit détruites soit endommagées par près de 10 000 obus ou missiles. Les quartiers les plus touchés sont ceux de la zone Nord évacués notamment Beit Hanoun ainsi que les quartiers côtiers de la ville de Gaza avec cependant des bombardements plus sporadiques dans la partie sud à Khan Younès ou à Rafah.

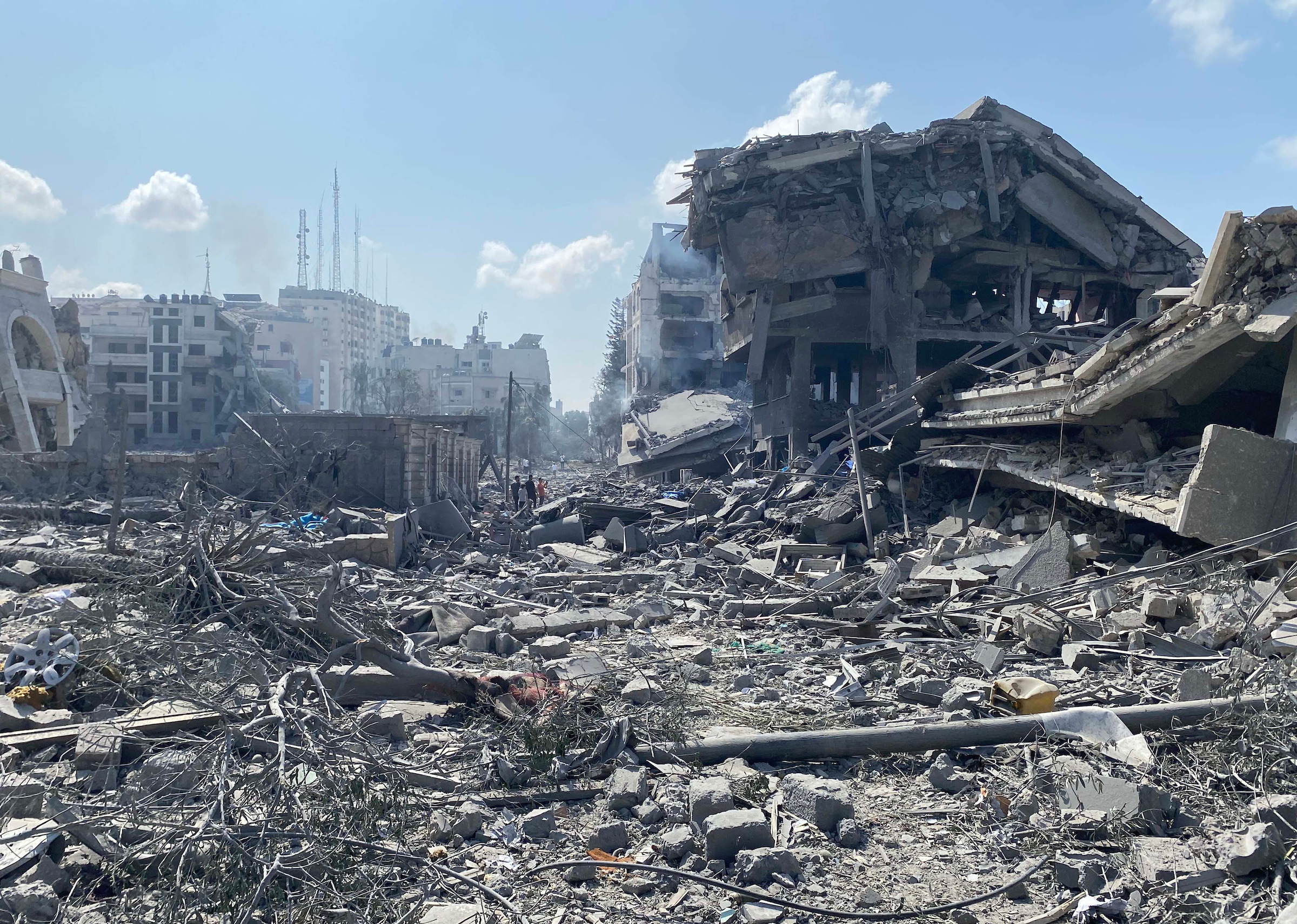
El-Remal dans la ville de Gaza après un bombardement israélien le 9 octobre 2023.

Le 29 novembre, l'ONU estime à 45 000 habitations complètement détruites et 234 000 partiellement endommagées, représentant entre 26 et 34 % de l'ensemble des immeubles de la bande de Gaza, chiffre qui monte à entre 52 et 65 % pour le nord de Gaza. Le 12 décembre, l'ONU estime que plus de la moitié des habitations de la bande de Gaza sont détruites ou endommagées. Le même jour, une autre estimation de l'ONU par imagerie satellitaire est publiée qui estime qu'au 26 novembre 18 % des habitations sont détruites ou endommagées.
60 % des infrastructures de Gaza sont détruites ou endommagées à la date du 19 décembre 2023, selon l'agence des Nations unies pour les réfugiés palestiniens (UNRWA). « Le niveau de destruction dans le territoire palestinien est supérieur à celui de l'Allemagne lors de la Seconde guerre mondiale » selon Josep Borrell, haut représentant de l'Union pour les affaires étrangères et la politique de sécurité.
En janvier 2024, la Banque mondiale estime par l'imagerie satellite que 45 % des habitations sont détruites complètement, et ce taux atteint 60 % en prenant en compte les bâtiments grandement endommagés. Également, la moitié des cimetières gazaouis sont endommagés intentionnellement, ce qui constituerait une atteinte au droit international.
Les militaires israéliens documentent eux-mêmes leurs exactions lorsqu'ils transmettent des vidéos et photographies sur des réseaux sociaux, dont du vandalisme, montrant un sentiment d'impunité de leur part.
En mars 2024, les forces armées israéliennes commencent à mettre en place une zone tampon d'un kilomètre le long de sa frontière avec Gaza, en détruisant les bâtiments s'y trouvant. Dans le même temps, une route Est-Ouest est construite au sud de la ville de Gaza pour créer le corridor Netzarim, dans le but de couper celle-ci du reste de la bande de Gaza.
En juillet 2024, une évaluation des Nations Unies estime que la reconstruction de Gaza pourrait coûter entre 40 et 50 milliards de dollars et prendre jusqu'à 15 ans. La gestion des débris, estimés à près de 40 millions de tonnes, nécessiterait d'immenses sites d'enfouissement. Selon l'évaluation, la dévastation a également modifié le paysage, endommagé les infrastructures essentielles et causé de nombreux risques liés aux munitions non explosées.
En août 2024, une analyse d'image satellite montre que 44 % des bâtiments du gouvernorat de Rafah ont été endommagés ou détruits, notamment le long du corridor de Philadelphie où des quartiers entiers ont été ruinés entre avril et août 2024, pour créer une zone tampon, comme le village de Al Qarya as Suwaydiya.
En octobre 2024, une étude satellitaire confirme une estimation de 59 % des bâtiments de l'ensemble de bande de Gaza détruits ou endommagés, allant de 47 % pour Rafah à 74 % pour la ville de Gaza. Ces dommages ont eu lieu principalement entre octobre 2023 et fin janvier 2024. Ces destructions ayant eu lieu d'abord au nord de Gaza entre octobre et décembre 2023, puis dans les zones autour de Deir el-Balah et Khan Younès entre décembre et fin janvier 2024 alors que les destructions autour de Rafah se sont plus étalées dans le temps jusqu'en septembre 2024,.
L'armée israélienne mène des frappes sur les bulldozers qui étaient chargés de déblayer les décombres pour permettre un minimum de circulation et de secourir les personnes coincées sous les gravats après des frappes. En avril 2025, les destructions causées par les bombardements ont provoqué l’accumulation de plus de 50 millions de tonnes de débris, dont moins de 1 % a été dégagé.

#### Autres destructions
L’ampleur des dégâts causés par les bombardements israéliens a conduit à la création ou l’utilisation de nouveaux mots pour décrire ces destructions systématiques dans un domaine donné, comme scolasticide ou écocide.
En juin 2025, après 20 mois de bombardements continus, les douze universités de l'enclave ont été complètement détruites par l'armée israélienne,.

### Atteintes à la santé mentale
La santé mentale des habitants de Gaza, touchés par seize ans de blocus et plusieurs conflits majeurs, était déjà vulnérable. Avant le conflit, plus de la moitié des enfants de Gaza souffraient de troubles de stress post-traumatique. La guerre n’a fait que l’aggraver, surtout chez les plus jeunes, la destruction du tissu social et l’insécurité permanente empêchent de pratiquer les rituels liés au deuil et toute résilience,. Une revue systématique des études publiées conduit à souligner la gravité des atteintes à la santé mentale, le besoin d’un système de soins mentaux durable, le risque étant grand d’avoir des séquelles intergénérationnelles, comme le montre l’exemple des descendants de survivants de la Shoah,. Certains professionnels, comme Samah Jabr, soulignent que les outils de soins occidentaux ne sont pas forcément adaptés au contexte colonial de la Palestine : ainsi, le trouble de stress post-traumatique ne lui semble pas applicable, car il n’y a pas de « post », le trauma ne s’étant jamais arrêté.
La destruction des infrastructures de soins mentaux, le blocus d’Israël sur l’aide humanitaire et les traitements médicamenteux accroissent encore ces souffrances. Les enfants sont touchés par des troubles aigus (paralysie, mutisme, convulsions, confusion, énurésie) ; le taux de suicides et de tentatives, déjà en augmentation constante depuis 2007 et l’un des plus élevés au monde, pourrait encore augmenter.
John Deas souligne que le traumatisme naît lors du nettoyage ethnique de 1948, que la guerre actuelle n’a fait que réactualiser. Il s’ajoute aux atteintes nées du blocus durant depuis 2007, et s’accroit du sentiment d’impuissance face aux injustices des colons et que pour un soin véritable, l’exigence de la justice est indispensable, passant par la fin de l’occupation israélienne.
Les rapporteurs spéciaux de l'ONU font également part de leurs préoccupations concernant la disparition d'un certain nombre de femmes et d'enfants palestiniens, des informations faisant état de séparations d'enfants de leurs parents. Dans un cas, une petite fille aurait été transférée de force en Israël par les FDI. En réponse à ce rapport, un porte-parole du Département d'État américain déclare : « Les civils et les détenus doivent être traités avec humanité et conformément au droit humanitaire international ».

### Violences sexuelles

#### Commises à l'encontre de femmes
Au cours de la guerre de Gaza, des femmes et des filles palestiniennes ont été victimes de viols de guerre de la part des soldats de l'armée israélienne. Selon Middle East Eye, de nombreux événements restent non enregistrés, car les victimes redoutent la stigmatisation et les répercussions associées au fait de dénoncer les abus sexuels dans « une société patriarcale réticente à s'attaquer à de telles atrocités ».
Le 19 février 2024, un groupe de rapporteurs spéciaux des Nations Unies publie un rapport indiquant que « des experts en droits humains appellent à une enquête sur les violations contre les femmes et les filles palestiniennes ». Selon le rapport, pendant la guerre entre Israël et le Hamas, des preuves de violences sexuelles en temps de guerre existent à l'encontre des femmes et les filles palestiniennes. Selon ces allégations, des femmes et des filles palestiniennes ont également été soumises à des traitements inhumains et dégradants de la part des FDI, se voyant par exemple refuser des serviettes hygiéniques, de la nourriture et des médicaments, et ont été sévèrement battues, violées, menacées ou agressées, et soumis à de multiples formes d’autres agressions sexuelles. Des femmes et des filles palestiniennes ont également été déshabillées et fouillées par des officiers masculins de l’armée israélienne,,,,. Le HCDH déclare que les troupes israéliennes ont photographié des détenues dans des « circonstances dégradantes », des photos ayant été mises en ligne,.
En mars 2024, des femmes palestiniennes affirment à l'Associated Press avoir été maltraitées pendant leur détention par Israël. Selon une femme, les soldats israéliens effectuent des fouilles à nu et pendant la détention, si « nous levions la tête ou prononcions des mots, ils nous frappaient à la tête [...] Musique forte, cris et intimidations – ils voulaient nous humilier. Nous étions menottés, nous avions les yeux bandés et nos pieds étaient enchaînés » ; une autre femme affirme qu'un soldat israélien lui a fracassé le visage contre un mur après avoir refusé d'embrasser le drapeau israélien.
En mai 2024, un groupe de rapporteurs spéciaux de l'ONU condamne les violences sexuelles « inacceptables » et les disparitions forcées de femmes et d'enfants à Gaza, déclarant : « Nous sommes consternés que les femmes soient ciblées par Israël avec des attaques aussi vicieuses, aveugles et disproportionnées ».
Selon un autre rapport de l'ONU publié en mars 2025, les attaques directes contre les établissements de santé à Gaza, notamment ceux fournissant des services de santé sexuelle et reproductive, ont eu un impact dévastateur sur environ 540 000 femmes et filles en âge de procréer. Ces attaques ont non seulement causé des souffrances physiques et mentales immédiates pour les femmes et les jeunes filles, mais elles ont aussi des conséquences durables sur la santé mentale des victimes. De plus, elles affectent profondément la capacité des Palestiniens, en tant que groupe, à avoir des enfants, avec des effets irréversibles sur la reproduction et le bien-être social.
Dans un contexte plus large, le rapport souligne que les violences sexuelles et sexistes, dont la fréquence et la gravité ont considérablement augmenté, sont utilisées comme une stratégie de guerre par Israël pour dominer et détruire le peuple palestinien. Ces violences sont largement répandues à travers le territoire palestinien occupé, où des formes spécifiques de violence sexuelle et sexiste, telles que les humiliations publiques par déshabillage forcé, le harcèlement sexuel, les menaces de viol et les agressions sexuelles, font partie des pratiques courantes des forces de sécurité israéliennes. Physicians for Human Rights-Israël décrit également l'humiliation sexuelle des détenus, y compris les insultes sexuelles et l'urination sur les prisonniers.
D’autres formes de violence sexuelle et sexiste, notamment le viol et les violences génitales, ont été commises soit sur ordre explicite, soit avec l’encouragement implicite des hauts responsables civils et militaires israéliens, selon le rapport. Des vidéos enregistrées par des soldats israéliens et mises en ligne, les montrent en train de fouiller des maisons dans la bande de Gaza, humiliant et se moquant délibérément des femmes palestiniennes en raison de leur sexe et de leur appartenance ethnique.

#### Commises à l'encontre d'hommes
Ces violences ont aussi été commises à l'encontre d’hommes palestiniens lors d’opérations terrestres, y compris aux points de contrôle et au cours d’évacuations dans la bande de Gaza et en Cisjordanie, y compris la nudité publique forcée, le déshabillage forcé et l’humiliation, l’abus et le harcèlement sexuels. Des hommes ont été soumis à de nombreuses agressions sexuelles, notamment des tentatives de viol et des fouilles à nu.
Fin juillet 2024, après qu'un prisonnier palestinien à la prison de Sde Teiman avait été transporté à l'hôpital pour de graves blessures notamment des déchirures au rectum, huit soldats israéliens -tous réservistes- ont été arrêtés pour enquête. En réaction à l’arrestation des soldats, plusieurs dizaines de manifestants issus des secteurs d’extrême droite israélienne ont pris d’assaut la base militaire et l’ont envahie durant plusieurs heures pour exiger leur libération.
Pour les experts du Haut-Commissariat des Nations unies aux droits de l'homme les tortures et violences sexuelles dans la prison de Sde Teiman « sont tout à fait illégales et révoltantes » mais elles ne sont que la partie visible des exactions commises à l'encontre des Palestiniens.

### Entraves aux naissances
Les conditions de vie catastrophiques ont un impact direct sur la santé des femmes enceintes. Elles souffrent de malnutrition sévère, d'anémie et d'un accès limité aux vitamines et suppléments prénataux essentiels à leur bien-être et à celui de leurs enfants. De plus, le manque d'eau potable est un défi majeur, aggravant encore la situation sanitaire. Les femmes qui allaitent se retrouvent également confrontées à des difficultés similaires, peinant à nourrir leurs enfants en raison de la pénurie de nourriture et du coût prohibitif des produits de première nécessité: selon l'Unicef, 95% des femmes enceintes ou allaitantes sont dans une situation d'insécurité alimentaire sévère.
La situation sanitaire à Gaza est d'autant plus critique que la bande de Gaza comptait plus de 50 000 femmes enceintes avant l'escalade du conflit. Parmi celles-ci, environ 5 500 devraient accoucher dans le mois suivant la publication du rapport, représentant environ 180 naissances par jour. Selon les estimations, 30 % de ces femmes risquent de rencontrer des complications liées à la grossesse et à l'accouchement, nécessitant des soins médicaux spécialisés. Les conditions d'accouchement sont également un sujet de grande inquiétude pour de nombreuses femmes. Par ailleurs, les femmes et les jeunes filles sont confrontées à des risques accrus en raison de la surpopulation des abris et de l’insuffisance des installations sanitaires. Les infections se multiplient, 25 % des femmes souffrant d’affections cutanées et d’autres problèmes de santé. L'accès aux hôpitaux, déjà saturés de patients blessés, est devenu extrêmement difficile, et nombre d'entre elles craignent de devoir accoucher sans assistance médicale appropriée.
Une commission d'enquête des Nations unies, dans un rapport publié le 13 mars 2025, a estimé qu'Israël mettait en œuvre des mesures visant à « entraver les naissances » parmi la population palestinienne de la bande de Gaza, ce qui, selon la commission, constitue une tentative de « destruction physique » des Palestiniens dans le cadre d'une politique génocidaire,.
L'attaque délibérée des infrastructures de santé, y compris des hôpitaux, cliniques et des établissements de soins de santé reproductive a largement contribué à la destruction de la capacité des Palestiniens à procréer à Gaza. La commission souligne que ces actes s'inscrivent dans les catégories de génocide définies par la Convention des Nations unies de 1948, notamment « les mesures visant à entraver les naissances » et la « soumission intentionnelle » d’un groupe à des conditions de vie destinées à entraîner sa destruction physique. La commission a notamment souligné les frappes ciblées sur des maternités et sur le principal centre de fécondation in vitro de Gaza, ainsi que l’utilisation de la famine comme outil de guerre, des actions qui ont affecté négativement tous les aspects liés à la reproduction.
Le nombre de fausses couches a été multiplié par trois depuis le début du conflit, un phénomène directement lié au stress engendré par la guerre, à la malnutrition et à la pénurie d'eau. De nombreux témoignages font état des conditions inhumaines auxquelles ces femmes doivent faire face dans une enclave dévastée par les bombardements. Selon des sources médicales contactées par les Nations unies, environ 10 femmes par jour consultent pour des fausses couches, contre seulement une ou deux avant la guerre. Parmi les conséquences tragiques, l'accès limité aux soins de santé reproductive a entraîné la mort de femmes et de jeunes filles en raison de complications liées à la grossesse et à l’accouchement, des actes qualifiés de crimes contre l’humanité.
Sally Abi Khalil, directrice régionale d'Oxfam au Moyen-Orient, a décrit la situation comme une « horreur et un carnage », précisant que des bébés meurent en raison de conditions apocalyptiques. Elle a ajouté : « Nos partenaires indiquent que les mères doivent parfois accoucher dans des salles de classe où 70 personnes sont entassées, sans assistance médicale, ni hygiène de base. C’est tout simplement inhumain. »
Les nouveau-nés, qui naissent en sous-poids et souvent âgés de moins de trois mois, succombent à des maladies telles que la diarrhée, l'hypothermie, la déshydratation et des infections. Ces décès sont principalement causés par le manque de soutien médical, l'absence de soins de santé adéquats, et les conditions de vie inhumaines dans les abris. Ces derniers manquent d'eau potable, de sanitaires, de chauffage et de nourriture. La plupart sont non vaccinés et non enregistrés à l'État civil.

### Déplacement forcé de populations

#### Expulsion des palestiniens
En février 2025, les États-Unis, alliés historiques d'Israël, ont exprimé leur soutien à un projet visant à relocaliser des populations palestiniennes en Jordanie. Ce plan a été rejeté par le gouvernement jordanien, qui s’est fermement opposé à toute initiative de ce type sur son territoire. Cette proposition a suscité un tollé international, notamment après des déclarations de Donald Trump, suggérant que les États-Unis devraient prendre le contrôle de la bande de Gaza pour y établir une station balnéaire.
Donald Trump annonce, mardi 4 février, que les États-Unis allaient « prendre le contrôle de la bande de Gaza », lors d'une conférence de presse aux côtés du Premier ministre israélien Benyamin Netanyahu. Le 23 mars 2025, le Premier ministre israélien, Benjamin Netanyahu, a déclaré qu'il se devait de "respecter" le plan pour l'après-guerre à Gaza du président américain. Et il a ajouté s'être « engagé à ce qu'au lendemain de la guerre à Gaza il n'y ait plus ni Hamas ni Autorité palestinienne ».
Cette proposition d'accueillir les Palestiniens inclut, en plus de l'Égypte et de la Jordanie, les pays qui se sont opposés à ses opérations militaires à Gaza. Citant par exemple l'Espagne, la Norvège ou l'Irlande. « S'ils refusent, leur hypocrisie sera dévoilée » se félicite le ministre de la Défense qui attend maintenant le feu vert pour mettre son plan à exécution,.
Le 23 mars 2025, le ministère israélien de la Défense a annoncé la création d'une administration spéciale chargée de permettre aux Palestiniens de quitter "volontairement" la bande de Gaza et dont le but est de « garantir un passage sécurisé » des Gazaouis vers d'autres pays. L'ONG La paix maintenant a condamné dans un communiqué la mise en place de cette administration « chargée d'expulser les Palestiniens de Gaza », dénonçant un gouvernement « qui a perdu toute orientation et toute logique ». En constituant une telle administration pour "l'expulsion" de Palestiniens, « Israël reconnaît commettre des crimes de guerre », a ajouté l'ONG en parlant de « tache indélébile sur l'Etat israélien ».
Malgré un support d'une grande partie du gouvernement israélien, l’armée israélienne, par la voix de l’état-major sous le général Eyal Zamir, a répondu que le déplacement de civils n’était pas un objectif opérationnel et qu’elle ne contraignait personne à partir. Elle affirme uniquement « recommander et permettre aux civils présents en zones de combat de partir pour leur propre protection », qualifiant ces départs de « volontaires », même si la validité juridique de cette notion dans un contexte d’occupation et de conditions coercitives est contestable. Le 8 juillet 2025, Eyal Zamir qualifie ces plans de déplacement d'« impraticable sur le terrain et pouvant probablement mener à un tollé diplomatique. »

#### Recolonisation de la bande de Gaza

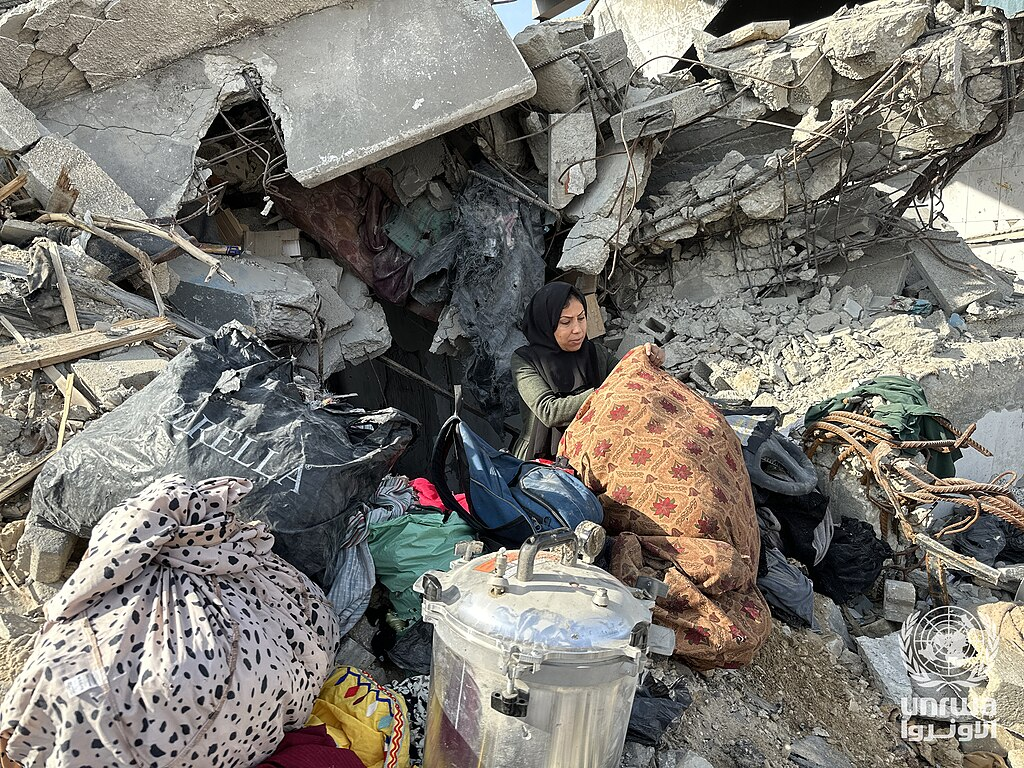
19 janvier 2025 : Palestinienne de retour chez elle dans le Nord de Gaza, après l'annonce d'un cessez-le-feu.

Le 14 novembre 2024, la ministre israélienne  des Colonies Orit Strook a appelé à la continuation de l'occupation de la bande de Gaza pour une « très longue durée ».
Le 5 mai 2025, Le cabinet de sécurité israélien a approuvé une extension des opérations militaires visant à la "conquête" de la bande Gaza. Le plan soutient un projet organisant le "départ volontaire" de ses habitants et restreignant l'aide humanitaire. Le Bureau des affaires humanitaires de l'ONU (Ocha) a évoqué un projet qui "contrevient aux principes humanitaires fondamentaux". Pendant la réunion du cabinet, Benjamin Netanyahu a dit vouloir "promouvoir le plan Trump visant au départ volontaire des habitants de Gaza", selon la source officielle. Début février, Donald Trump, avait lancé l'idée d'une prise de contrôle de la bande de Gaza par les États-Unis pour la reconstruire et en faire la "Riviera du Moyen-Orient".

### Camps d'internement
Depuis le déclenchement de la guerre de Gaza, des milliers de personnes sont arrêtées dans les territoires palestiniens occupés par Israël et en Israël, sur la base d'activités militantes présumées, de publications offensantes sur les réseaux sociaux ou de manière arbitraire,,,,,.
Outre les prisonniers palestiniens détenus avant le déclenchement de la guerre, un nombre indéterminé de personnes demeurent en détention,. Plus de 4 700 Palestiniens ont été arrêtés en Cisjordanie et à Jérusalem-Est depuis le 7 octobre, selon l'ONU. Parmi les personnes arrêtées ou détenues figurent des journalistes, des hommes politiques et des militants politiques, des artistes, des médecins, des travailleurs temporaires et d'autres civils, notamment des femmes et des enfants. De plus, Israël a arrêté ou fait disparaître des résidents de la bande de Gaza, arrêté des Palestiniens en Cisjordanie et des citoyens arabes d'Israël, et arrêté des combattants capturés en Israël,,,,.
Les médias et les organisations de défense des droits humains, tant en Israël qu'à l'extérieur, rapportent que des milliers de travailleurs gazaouis en Israël ont été arrêtés dans les semaines suivant le 7 octobre,,. Des inquiétudes sont exprimées concernant la légalité, le secret et les conditions de nombreuses détentions, notamment des mauvais traitements généralisés et des allégations de torture,,. Ainsi 

#### En Israël
Depuis décembre 2023, la « loi sur la détention des combattants illégaux », votée par la Knesset, permet à Tsahal de détenir des individus soupçonnés d'« activités hostiles à l’État d’Israël, directement ou indirectement, ou d’appartenir à une force engagée dans des activités contre l’État d’Israël ». Ainsi cette loi autorise l'armée israélienne d'emprisonner des Palestiniens sans le statut de prisonnier de guerre et donc les protections afférentes.
L'ONG israélienne Btselem fait état de tortures et de traitements inhumains sur des palestiniens détenus depuis le 7 octobre dans la prison de Megiddo. Parmi les camps d'internement utilisés, la base militaire et prison clandestine de Sde Teiman est située dans la désert du Néguev à proximité de la ville de Beer-Sheva à environ 30 kilomètres de la bande de Gaza. Selon une enquête de CNN, la base est divisée en deux, avec d'une part une partie clôturée qui sert de prison pour les Palestiniens depuis le 7 octobre 2023 et d'autre part un hôpital de campagne. Des abus systématiques, viols et violations des droits de l'homme ont été rapportés dans ce camps qui est inaccessible à la Croix-Rouge. Le camp militaire est surnommé le « Guantánamo d'Israël »,.
En juin 2024, une requête pour fermer le centre de détention, déposée par plusieurs associations de défense des droits de l’homme, a été examinée par la Cour suprême d'Israël. À la suite de cet examen, l'armée prévoit une fermeture. Un premier contingent de 700 détenus aurait été déplacé dans la base militaire de Ofer. Pour les experts du Haut-Commissariat des Nations unies aux droits de l'homme les tortures et violences sexuelles dans la prison de Sde Teiman « sont tout à fait illégales et révoltantes » mais elles ne sont que la partie visible des exactions commises à l'encontre des Palestiniens.

#### À Gaza
Le ministre israélien de la Défense, Israel Katz expose lors d’un briefing aux médias israéliens le 7 juillet 2025, des mesures concrètes pour déloger la majorité de la population de Gaza. Il a ordonné la planification d’une « ville humanitaire » destinée à accueillir des Palestiniens et à créer un camp d’internement sur les ruines de Rafah, marquant selon des observateurs une escalade du discours politique israélien au-delà de simples incitations à des crimes de guerre, vers une planification opérationnelle systématique de déplacements forcés de population. Selon Me Michael Sfard, éminent avocat israélien, « ce n’est pas une opinion ou un souhait, Katz a ordonné à l’armée de se préparer, ce qui revêt une signification particulière car il dispose du pouvoir administratif pour mettre cela en œuvre ».

#### À l'étranger
Dès le début du conflit, plusieurs députés, ministres et hauts responsables israéliens ont appelé à un déplacement de la population palestinienne de la bande de Gaza, notamment vers le Sinaï égyptien. Le 15 octobre 2023, dans une interview, Danny Ayalon, ancien vice-ministre des Affaires étrangères et proche du Premier ministre Benjamin Netanyahou, a exhorté les habitants de Gaza à « évacuer leurs maisons et à se relocaliser dans le désert du Sinaï, en Égypte, où une cité de tentes temporaire pourrait être installée pour les accueillir ».
Le 13 octobre 2023, le ministère israélien du Renseignement a publié une recommandation appelant au « déplacement de l’entièreté de la population de la bande de Gaza vers le Sinaï égyptien ». Ce document, rapidement qualifié de « conceptuel » par le gouvernement israélien, a été officiellement écarté peu après sa diffusion. L’Égypte, de son côté, a toujours réaffirmé son refus catégorique d’accepter un déplacement forcé de populations palestiniennes sur son territoire,. Toutefois, selon plusieurs sources médiatiques, l’Égypte aurait entamé, en février 2024, la construction d’une zone à proximité de sa frontière avec la bande de Gaza, en vue d'un potentiel déplacement de la population gazaouie.
Le 7 juillet 2025, la controversée Fondation humanitaire de Gaza (GHF), soutenue par les États-Unis et Israël, a proposé la mise en place de huit camps baptisés « zones de transit humanitaire » (ZTH) pour concentrer la population palestinienne de Gaza. La proposition ne précise pas comment les Palestiniens seraient relocalisés dans ces camps, et où ceux-ci pourraient être construits à l'extérieur de la bande de Gaza, mais une carte montre des flèches pointant vers l'Égypte et Chypre.
Officiellement, la GHF a nié avoir soumis un tel plan à l'administration américaine et affirme ne pas avoir de tels projets. Pourtant, selon deux sources proches du dossier, la mise en place des ZTH constituerait la prochaine phase après l’ouverture de centres d’aide de la GHF en mai.

### Destruction et pillage du patrimoine gazaoui
Le patrimoine culturel est transmis de génération en génération et comprend la culture matérielle, comme les œuvres d’art et les bâtiments, et les éléments immatériels, comme les traditions et les modes de vie. En 2017, 32 musées subsistent dans l’État de Palestine, principalement en Cisjordanie, et une enquête de 2010 identifia 13 bibliothèques dans la bande de Gaza. Le patrimoine culturel fait partie des infrastructures civiles.
Au cours de l'invasion israélienne de la bande de Gaza, la destruction du patrimoine culturel  a atteint une ampleur extrême : la destruction par Israël du patrimoine culturel de Gaza concerne des centaines de bâtiments, bibliothèques, musées et autres dépositaires du savoir d'importance culturelle ou historique à Gaza, ainsi que la destruction du patrimoine culturel immatériel,. La destruction du patrimoine culturel de Gaza par Israël est menée de manière systématique,,,. L’ampleur de ces destructions a amené à la création ou la popularisation de termes comme scolasticide, mémoricide, historicide, écocide, économicide.

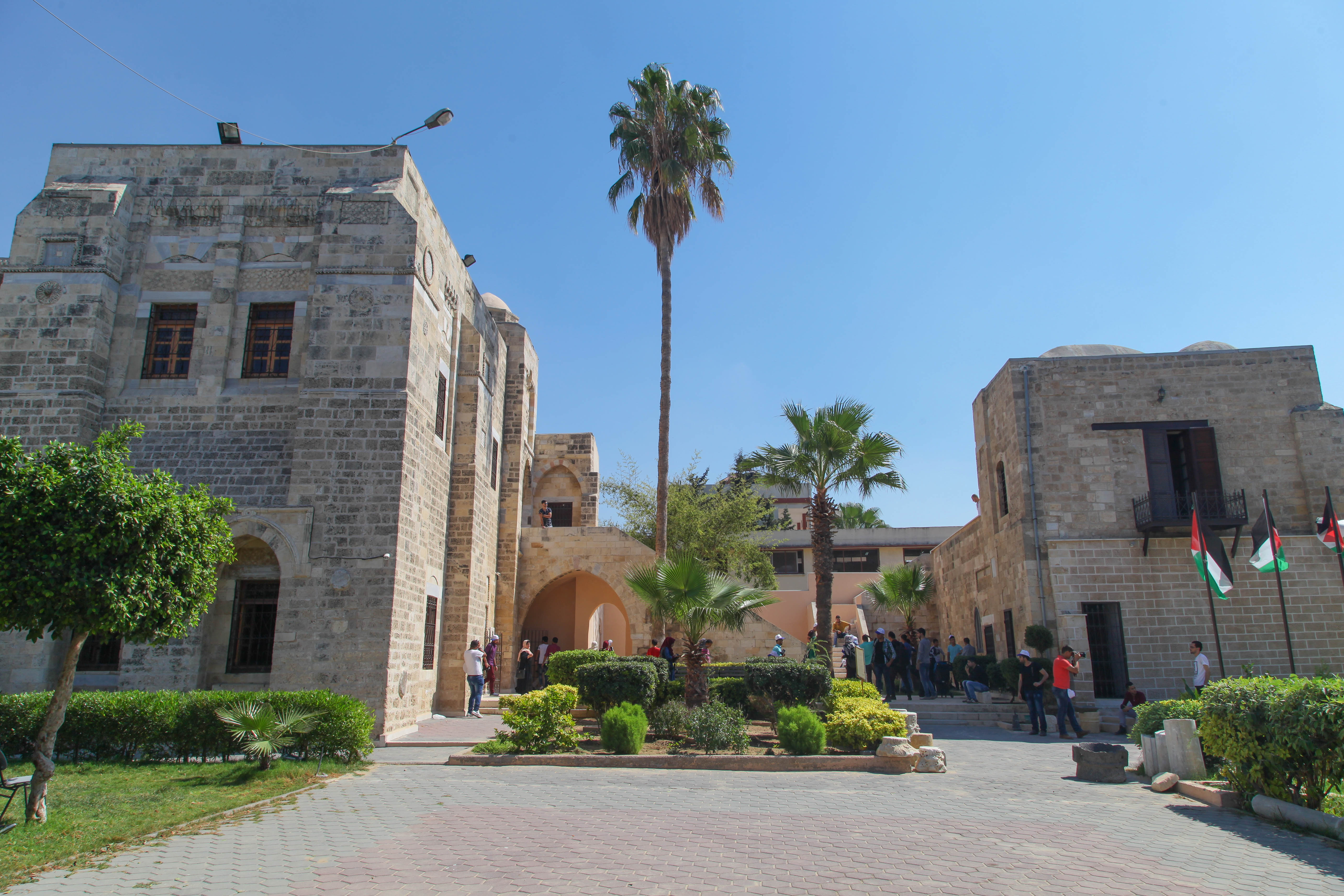
Le Qasr al-Basha, datant du XIIIe siècle, dans la vieille ville de Gaza (photographié en 2016), est bombardé puis démoli au bulldozer lors de l'invasion.

Les sites culturels sont protégés par la Convention de Genève et la destruction intentionnelle de monuments ou de bâtiments historiques est considérée comme un crime de guerre,. La destruction de lieux et du patrimoine culturel fait souvent partie de la guerre et du génocide et vise à affaiblir une société. Le philosophe Jeff Malpas souligne que le recours à la destruction pour exercer une autorité et un contrôle sur d’autres groupes constitue un problème important dans les relations israélo-palestiniennes. Selon les conclusions de la mission d'enquête des Nations Unies sur le conflit de Gaza de 2008-2009, « les destructions et les violences disproportionnées contre les civils font partie d'une politique délibérée ».
Le ministère palestinien de la Culture publia des rapports sur l'impact de la guerre sur le patrimoine culturel de Gaza. En février 2024, ils signalent 44 personnes impliquées dans les arts et la culture tuées à cause de la guerre et environ 200 bâtiments historiques endommagés ou détruits, ainsi que 12 musées et de nombreux centres culturels. À Gaza, plus de la moitié des bâtiments sont endommagés ou détruits. Les destructions ont dévasté des zones résidentielles, provoquant le déplacement forcé de 1,7 million de personnes. L'UNESCO procède actuellement à une évaluation des dégâts. En raison de l'impossibilité d'accéder à Gaza, l'impact a pu être vérifié sur un nombre plus restreint de sites : 50 au 10 juin 2024. Selon la Banque mondiale, plus de 300 millions de dollars US de dommages ont été causés au patrimoine culturel de Gaza à la fin janvier 2024, une partie des 18 milliards de dollars US de dommages causés à la totalité des infrastructures de Gaza.

Un rapport de Heritage for Peace (en) identifia huit mosquées endommagées ou détruites pendant la guerre. La mosquée Sayed al-Hashim (en) est ravagée par les flammes lors d'un bombardement israélien. Le 19 octobre, une bombardement touche le campus de l'église Saint-Porphyre, la plus ancienne église de Gaza. Des centaines de civils s'y étaient réfugiés au moment de l'attaque qui a fait 18 morts, dont plusieurs enfants,,.

« Israël a pris pour cible des mosquées et des églises anciennes, qui sont des symboles d’importance à la fois historique et religieuse. Ces sites transcendent la matérialité ; ils sont des réceptacles de la foi et de la tradition, préservant l’héritage architectural local et représentant la longue histoire de la coexistence interreligieuse à Gaza. »

— Mariam Shah
En décembre, les bombardements israéliens détruisent les Archives centrales de la ville de Gaza, contenant des milliers de documents historiques importants,. Le hamam al-Sammara (en) dans le quartier Zeitoun (en) de la vieille ville est détruit le même mois,. La mosquée Omari – la plus ancienne mosquée de Gaza – est touchée par un bombardement aérien israélien en décembre, ne laissant intact que le minaret,. La mosquée abritait également l'une des bibliothèques les plus importantes de Palestine ; les livres rares de sa collection, qui ont survécu aux croisades et à la Première Guerre mondiale, furent détruits lors du bombardement,. Le Marché de l'or (en) voisin est également détruit,.
Cette destruction est qualifiée de génocide culturel et l’Afrique du Sud a inclus la destruction du patrimoine culturel à Gaza comme preuve de génocide dans son procès contre Israël devant la Cour internationale de justice.

### Destruction de cimetières et nécro-violences
Les forces israéliennes ont endommagé ou détruit au moins seize cimetières dans la bande de Gaza durant la guerre de 2023 entre Israël et le Hamas dans divers endroits de Gaza en Palestine.
Selon Israël, leurs intentions étaient dans un premier temps, de rechercher les corps d'otages israéliens dans certains endroits après avoir reçu des renseignements à cet effet. Par ailleurs les Forces de défense israéliennes (FDI) déclarent que le creusement du cimetière de Beit Hanoun près de Khan Younès est dû à la découverte de ce qu'elles prétendent être un centre de commandement du Hamas dans un tunnel, qui, selon Tsahal, sans fournir de preuves, se trouvait directement sous le cimetière. CNN n'a pas été en mesure de vérifier l'emplacement du tunnel sous le cimetière, et a cherché mais n'a pas trouvé d'entrée de tunnel sur le terrain du cimetière.
De manière plus générale, des rapports font état de diverses formes de nécro-violence à l'encontre des Palestiniens (contre les cadavres) dans le cadre de l'occupation de la Cisjordanie et de la bande de Gaza. Outre la profanation ou la destruction de cimetières, les techniques employées comprennent la rétention des corps palestiniens, empêchant ainsi les familles de faire le deuil de leurs proches, et les « cimetières de numéros » où les tombes ne sont marquées que par des numéros et non par des noms, déshumanisant ainsi les morts,.
La destruction intentionnelle de sites religieux peut constituer un crime de guerre si elle est effectuée sans nécessité militaire,.

## Soutien international à Israël

### États-Unis

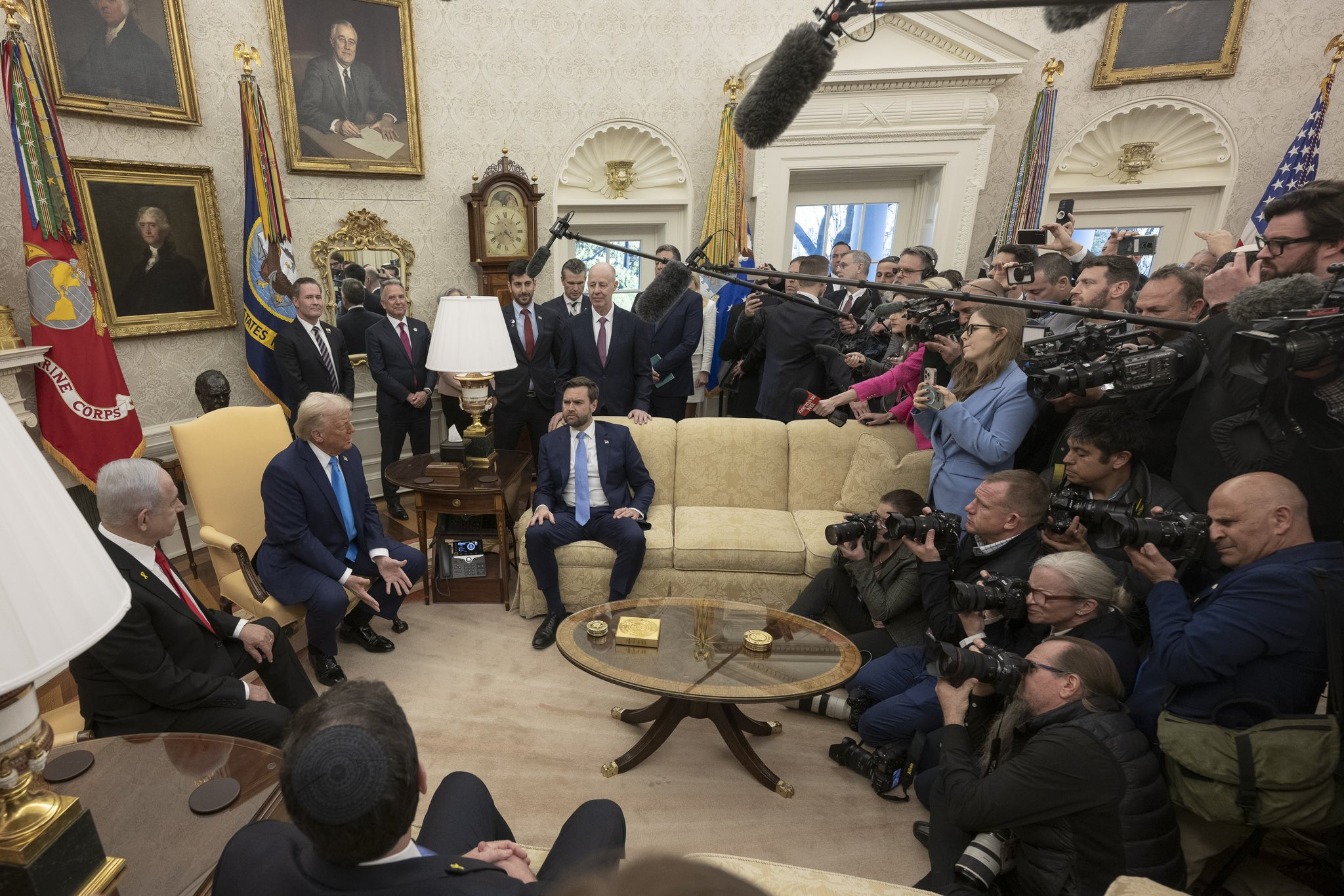
Rencontre entre Donald Trump et Benajmin Netanyahou à la Maison-Blanche en 2025

Les États-Unis maintiennent un soutien militaire massif à Israël. Les administrations américaines continuent de vendre des armes qui ont été utilisées dans des frappes documentées comme ayant tué des centaines de civils palestiniens, y compris des enfants.
Cet appui, aussi diplomatique, s’est récemment manifesté par le veto américain du 4 juin 2025 au Conseil de sécurité de l’ONU, bloquant une résolution qui appelait à un « cessez-le-feu immédiat, inconditionnel et permanent » à Gaza. C'était le cinquième veto américain depuis le début du conflit. Le secrétaire d’État américain a justifié ce veto en affirmant que toute résolution devait conditionner le cessez-le-feu à la libération de tous les otages par le Hamas, refusant toute équivalence morale entre Israël et le Hamas.
Parallèlement, les États-Unis ont initié un projet controversé de livraison d’aide humanitaire via une jetée temporaire construite par l’armée américaine. Ce système repose sur des sociétés privées israélo-américaines, dont certaines sont accusées de liens avec l’armée israélienne. Les Nations unies ont suspendu leur coopération avec ces livraisons, après que plusieurs camions transportant l’aide ont été saisis par l’armée israélienne ou détournés par des milices dans des zones sous blocus,.
Le 4 février 2025, le président américain Donald Trump annonce les États-Unis allaient « prendre le contrôle de la bande de Gaza », lors d'une conférence de presse aux côtés du Premier ministre israélien Benyamin Netanyahu. Le président américain a également répété que les habitants de Gaza pourraient aller vivre en Jordanie ou en Égypte, malgré l'opposition de ces pays et des Palestiniens eux-mêmes.
L’aide humanitaire américaine transite aujourd’hui en grande partie via la Gaza Humanitarian Foundation (GHF), une entité américano-israélienne lancée en 2025. Ce projet a été vivement critiqué pour contourner les canaux habituels comme l’UNRWA ou le Programme alimentaire mondial, réputés pour leur neutralité. Sous couvert de distribution alimentaire, ce projet contourne les agences de l’ONU et met en place une infrastructure de surveillance biométrique dans des zones d’accès ultra-contrôlé, exposant quotidiennement des milliers de Palestiniens affamés au risque d’être tués en tentant d’obtenir de la nourriture,.

### Royaume-Uni
Malgré des déclarations critiques du ministre des Affaires étrangères David Lammy sur les violations du droit international par Israël,, le Royaume-Uni n’a pas suspendu ses exportations d’armement.
Le Royaume-Uni joue un rôle stratégique en fournissant un soutien logistique important à Israël. Des vols de surveillance de la Royal Air Force (RAF) partent quotidiennement depuis Chypre pour transmettre des renseignements à l’armée israélienne,. Declassified UK a également révélé que des généraux israéliens avaient bénéficié d’immunité diplomatique lors de réunions à Londres, que des entreprises d’armement israéliennes étaient en lien étroit avec le ministère britannique de la Défense, et que le pays continue de livrer des armes malgré la promulgation d'interdictions.

### Allemagne
L’Allemagne a longtemps maintenu un soutien quasi inconditionnel à Israël, justifié historiquement par sa responsabilité dans la Shoah. Cependant, selon l'activiste Tony Greenstein, ce soutien ne découle pas, selon l’auteur, d’une volonté sincère de réparation liée à l’Holocauste, mais plutôt d’un processus historique inachevé de dénazification et d’une instrumentalisation du passé.
Des événements récents, comme l’interdiction de manifestations pro-palestiniennes en Allemagne, la pression à l'encontre de manifestants ou l’arrestation de figures juives antisionistes (comme la psychoanalyste Iris Hefets), révèlent une politique répressive fondée sur la confusion entre antisémitisme et critique d’Israël. Même des personnalités internationales comme Ghassan Abu Sitta et Yanis Varoufakis ont été interdites d’entrée en Allemagne pour leurs positions critiques envers l’État israélien.
L’Allemagne est historiquement le principal partenaire militaire européen d’Israël. Entre 2019 et 2023, elle a représenté plus de 30 % de ses importations d’armement. En 2024, Berlin a encore approuvé pour plus de 485 millions d’euros d’équipement militaire. Le Centre européen pour les droits constitutionnels et les droits humains a lancé une procédure pour déterminer si le gouvernement allemand viole la Convention sur le génocide en poursuivant ses livraisons malgré les avertissements de l’ONU.
Toutefois, sous la pression politique et publique, le chancelier Friedrich Merz a exprimé pour la première fois des critiques ouvertes, dénonçant des attaques "disproportionnées" contre des civils. Le ministre des Affaires étrangères, Johann Wadephul, a même évoqué des « conséquences possibles » sur la relation bilatérale. Malgré ces critiques, l’Allemagne continue de livrer des armes à Israël et maintient des liens économiques étroits, illustrant une posture ambivalente.

### France
La France a été l’un des premiers pays à appeler à un cessez-le-feu dès fin 2023, et Emmanuel Macron a déclaré publiquement que « ceux qui appellent à la paix doivent cesser de livrer des armes ». En 2024, Paris a interdit la participation d’entreprises israéliennes à son salon d’armement Eurosatory.
Cependant, les chiffres montrent que la France a continué d’exporter des composants militaires vers Israël mais aussi à financer les entreprises d'armement israéliens. En avril 2024, onze associations dont Amnesty International attaquent l'État français devant le tribunal administratif en réclamant une suspension immédiate des licences d’exportations d’armement vers Israël, en raison du risque d’utilisation contre les civils à Gaza.

### Grandes entreprises
L’association quaker American Friends Service Committee publie sur son site une liste des entreprises réalisant des profits grâce au génocide gazaoui.

## Définition du génocide et bataille légale

### Définition légale
La Convention sur le génocide de 1948 définit le génocide comme des actes commis avec l'intention de détruire, en tout ou en partie, un groupe national, ethnique, racial ou religieux, y compris le meurtre, le fait de causer des dommages, la prévention des naissances et le transfert forcé d'enfants. La responsabilité juridique pour le génocide a rencontré des obstacles importants, la CIJ n'ayant jamais tenu un État responsableet la CPI faisant face à des pressions et des sanctions politiques, en particulier de la part d'Israël et des États-Unis pendant la guerre de Gaza,,,. Le seuil juridique de l'intention génocidaire reste un obstacle majeur aux poursuites. La définition plus large de Raphael Lemkin incluait la destruction culturelle et sociale, tandis que les définitions savantes mettent l'accent sur des actions organisées à grande échelle menaçant la survie d'un groupe. Le génocide est souvent considéré comme le summum de la criminalité, pire que d'autres atrocités qui entraînent autant de morts et de destructions civiles.
Selon le juriste belge Damien Vandermeersch, il convient de distinguer génocide qui désigne la catastrophe humaine touchant de nombreuses personnes, donc le résultat d'une action, de "crime de génocide", qui est la qualification juridique désignant l'acte intentionnel commis sur une population. La qualification précise de « génocide » réfère au crime de génocide tel que défini dans la Convention pour la prévention et la répression du crime de génocide de 1948,, et pouvant relever de décisions par la Cour internationale de justice pour rupture de la convention ou de la Cour pénale internationale pour l'incrimination de responsables. Le génocide est alors caractérisé par au moins un des cinq actes commis dans « l'intention de détruire, ou tout ou en partie, un groupe national, ethnique, racial ou religieux » : le meurtre de membres du groupe, l'atteinte grave à l'intégrité physique ou mentale de membres du groupe, la soumission intentionnelle du groupe à des conditions d'existence devant entraîner sa destruction physique totale ou partielle, des mesures visant à entraver les naissances au sein du groupe et le transfert forcé d'enfants du groupe à un autre groupe.
La qualification de « génocide » contre la population gazaouie s'appuie notamment sur des avis de rapporteurs des Nations unies qui se réfèrent à la Convention pour la prévention et la répression du crime de génocide. Ces rapporteurs alertent dès novembre 2023 sur un « risque » de génocide, puis emploient la qualification de « génocide » à partir de mars 2024, en affirmant en septembre 2024 que les méthodes de guerre utilisées relèvent du génocide,. Les actes génocidaires constatés par les experts et les organisations de défense des droits humains comprennent des massacres à grande échelle, l'utilisation de la famine comme arme de guerre, le refus de l'entrée et de la distribution d'aide humanitaire aux civils, la destruction d'infrastructures civiles, des attaques contre le personnel soignant et des déplacements forcés, le tout associé à des discours tenus par les médias israéliens, ou des autorités israéliennes,, et considérés comme des expressions d'une intention génocidaire. Lorsqu'elle est proprement juridique, la qualification peut s'accompagner d'actions en justice contre Israël et contre ses soutiens à son action pour complicité. Elle est rejetée par le gouvernement israélien qui affirme que ses opérations relèvent d'une légitime défense contre le Hamas, et non d'une attaque contre le peuple palestinien.

### Crime de génocide

Afrique du Sud
Pays qui soutiennent l'Afrique du Sud.
Pays qui soutiennent Israël.
Israël

La définition juridique reste cependant restrictive et seules trois campagnes sont largement reconnues comme génocidaires, celle envers les Arméniens en 1915, envers les Juifs à partir de 1941-1942 (et les Tziganes), et envers les Tutsis en 1994. Il n'y a ainsi pas eu ce chef d'accusation envers les Khmers rouges pour le génocide cambodgien jusqu'à une condamnation tardive en 2018. A contrario, l'historien israélien Amos Goldberg rappelle que si le massacre de Srebrenica n'a concerné qu'environ 8 000 victimes, il a néanmoins été défini comme « génocide » par les instances internationales.
Bien qu'on insiste souvent sur la nécessité de démontrer une intention génocidaire, l'avocat en droit international Johan Soufi, fait remarquer que l’existence d’un génocide ne se limite pas à son constat juridique puisque la notion n'existait pas au moment procès de Nuremberg, que l'obligation des États de prévenir le crime implique qu'il soit désigné avant d'être jugé et que la distinction avec des crimes contre l’humanité n'est pas forcément claire au premier abord.
On peut ainsi avoir des inculpations visant des personnes pour crime contre l'humanité selon le Statut de Rome de la CPI, sans qu'il n'y ait de crime de génocide selon la convention de 1948 et avoir crime de génocide sans qu'il n'y ait une extermination des populations. Il n'y aura donc pas forcément consensus sur la qualification des faits selon les approches adoptées et l'interprétation des événements, notamment en ce qui concerne l’intentionnalité au sein de la classe dirigeante israélienne,. Les visées humanitaires jouent aussi. Enfin, les positions politiques antérieures sur la question israélo-palestinienne jouent, jusqu'à la mise en cause de la neutralité des rapporteurs de l'ONU,.
Le gouvernement sud-africain a engagé une procédure contre Israël devant la Cour internationale de Justice (CIJ), alléguant une violation de la Convention sur le génocide. La CIJ a ordonné, dans une décision préliminaire, Israël à respecter ses obligations au titre de la Convention sur le génocide en prenant toutes les mesures en son pouvoir pour prévenir la commission d'actes de génocide, prévenir et punir l'incitation au génocide, et permettre l'acheminement des services humanitaires de base vers Gaza,,. La Cour a également ordonné à Israël d'accroître l'aide humanitaire à Gaza et de mettre fin à l'offensive de Rafah,, ordres qu'Israël n'a pas respecté à de nombreuses occasions.
Le crime de génocide est le seul crime susceptible de rendre possible une poursuite de l'État d'Israël devant la CIJ, et pas les crimes de guerre et crimes contre l'humanité commis à Gaza. En effet Israël ne reconnait pas la compétence obligatoire de la  cour. Cependant la convention de prévention du génocide dans son article IX prévoit que la CIJ a compétence pour statuer sur les différends relatifs à la convention. Il n'y a pas de clause similaire pour les autres types d'atrocités criminelles.

### Saisie de la Cour internationale de justice par l'Afrique du Sud
Le 29 décembre 2023, l'Afrique du Sud saisit la Cour internationale de justice en vertu de la convention de Genève pour enquêter sur Israël pour des allégations de génocide, de crimes de guerre et de crimes contre l'humanité. L'Afrique du Sud lance cette requête pour dénoncer ce qu’elle estime être le caractère « génocidaire » de l’invasion israélienne à Gaza. Dans sa requête, l’Afrique du Sud affirme qu’Israël « s'est livré, se livre et risque de continuer à se livrer à des actes de génocide contre le peuple palestinien à Gaza ». Elle dénonce des « massacres » et une intention de « détruire » ce peuple. Elle indique également que « L'État israélien, y compris aux plus hauts niveaux, du président, du Premier ministre et du ministre de la Défense israéliens expriment une intention génocidaire ».
Le président de l'Afrique du Sud, Cyril Ramaphosa, a comparé les actions d'Israël à l'apartheid. Israël a nié les allégations et a accusé l'Afrique du Sud de collaborer avec le Hamas. Israël a qualifié les actions de l'Afrique du Sud d'accusation antisémite de meurtre rituel. Les États-Unis, principal soutien d’Israël, a qualifié cette accusation de génocide d’« infondée, contre-productive et basée sur aucun fait ». Le 2 janvier 2024, Israël a décidé de comparaître devant la CIJ en réponse à l'affaire présentée par l'Afrique du Sud selon laquelle Israël commettrait un génocide.
Le 26 janvier 2024, la Cour internationale de justice rend une première décision sans se prononcer sur le fond, par laquelle elle considère plausible l’accusation de génocide dirigée contre Israël, indique six mesures conservatoires, mais s'abstient d'évoquer un cessez-le-feu à Gaza. La Cour ordonne notamment à Israël d'empêcher tout éventuel acte génocidaire, de prendre des mesures immédiates permettant de fournir aux Palestiniens « l’aide humanitaire dont ils ont un besoin urgent ». Israël doit aussi « prévenir et punir » l’incitation au génocide. Cette décision a « l'impact symbolique « énorme » de toute décision rendue contre l'État hébreu au titre de la Convention sur le génocide, compte tenu de son histoire », selon une analyse pour l'AFP de Juliette McIntyre, experte en droit international à l'Université d'Australie du Sud. Les livraisons d'armes à Israël deviennent plus problématiques du fait de la mention par la Cour d'un risque de génocide à Gaza. De même, selon le site Mediapart, cette décision marque « un tournant dans la guerre », qu'elle soit mise en œuvre ou non par l'État hébreu.
La Cour internationale de justice (CIJ) a pourtant rejeté la saisie de l’Afrique du Sud, imputant à Israël la commission d’un « génocide » à Gaza ; interrogée par la BBC, Joan Donoghue, ex-directrice de la CIJ, a été très claire : « la CIJ n'a pas indiqué que l'accusation de génocide était plausible »,. L’organe judiciaire, dans son ordonnance du 26 janvier 2024, demande simplement à Tel Aviv de prendre toutes les mesures pour « prévenir et punir l'incitation directe et publique à commettre » un génocide et à « prendre toutes les mesures en son pouvoir pour prévenir la commission » des actes matériels (la destruction de tout ou partie d'un groupe) entrant dans la définition d'un génocide, sans se prononcer sur un éventuel élément moral,.
Le 28 mars 2024, suite à une deuxième demande de mesures supplémentaires, la CIJ a ordonné de nouvelles mesures d'urgence, enjoignant à Israël d'assurer sans délai l'approvisionnement en nourriture de base, face à la famine et à la situation de pénurie alimentaire à Gaza,. Le 24 mai, par 13 voix contre 2, la Cour a rendu ce que certains experts ont qualifié d'ordonnance ambiguë, mais qui a été largement interprétée comme exigeant qu'Israël cesse immédiatement son offensive à Rafah,,,. Israël a rejeté cette interprétation et a poursuivi ses opérations offensives.

### Réponse israélienne
Israël rejette ces allégations « avec dégoût » et accuse l'Afrique du Sud de « coopérer avec une organisation terroriste qui appelle à la destruction de l'État d'Israël », qualifiant les actions de l'Afrique du Sud d'« accusation du sang », et affirmant que ce pays est « complice des héritiers modernes des nazis ».
Le Premier ministre israélien Benjamin Netanyahou répond que « ce n'est pas nous qui sommes venus perpétrer un génocide, mais le Hamas », ajoutant que les Forces de défense israéliennes agissent « aussi moralement que possible » et que, dans une déclaration ultérieure, « personne » ne pourrait empêcher Israël de poursuivre ses actions à Gaza, y compris La Haye. Les Forces de défense israéliennes déclarent qu'elles prennent des mesures pour réduire les pertes civiles, notamment en avertissant les civils dans les zones ciblées et en ne frappant pas certaines zones où se trouvent des civils. Le gouvernement israélien déclare à plusieurs reprises qu'il souhaite éliminer le Hamas et non les Palestiniens.
Le ministère israélien des Affaires étrangères déclare dans des câbles diplomatiques qu'une décision contre Israël « pourrait avoir des implications potentielles significatives qui ne relèvent pas seulement du monde juridique mais qui ont des ramifications pratiques bilatérales, multilatérales, économiques et sécuritaires ». La défense d'Israël devrait consister à convaincre la Cour que les commentaires publics sur la situation à Gaza faits par divers membres de la coalition gouvernementale ne constituent pas une intention génocidaire,.
Ofer Cassif, personnalité politique israélienne représentant le parti de gauche Hadash, signe la pétition de l'Afrique du Sud et accuse Israël de génocide. En réponse, les législateurs entament une procédure pour l'expulser de la Knesset.
Le 9 janvier, plus de 650 Israéliens envoient une lettre à la CIJ pour exprimer leur soutien à l'affaire sud-africaine, affirmant que le gouvernement israélien prend « des mesures systématiques pour anéantir la population de Gaza, l'affamer, la maltraiter et la déplacer ».

### Autres plaintes

#### Plaintes à l'encontre d'États
Allemagne
Le 1er mars 2024, le Nicaragua a mis en cause l’Allemagne devant la CIJ pour complicité de génocide en vertu, notamment, de la Convention pour la prévention et la répression du crime de génocide, concernant des « violations alléguées de certaines obligations internationales à l'égard du territoire palestinien occupé » résultant du soutien de l'Allemagne à Israël dans la guerre à Gaza,,. Elle sollicite l'indication de mesures conservatoires de protection, y compris la reprise du financement allemand suspendu de l'UNRWA et la cessation des livraisons militaires à Israël,,
Belgique
Un collectif d’ONG dépose le 22 juillet 2025 une  plainte contre l’État belge pour  «inaction face au génocide et crimes de guerre commis par Israël». Le collectif a fait valoir que  comme tous les signataires de la Convention  de 1948, la Belgique est tenue légalement de prendre des mesures contre Israël. 
Canada
En novembre 2024, l’association Coalition for Canadian Accountability in Gaza (CCAG) a engagé des poursuites devant la cour supérieure de justice de l’Ontario contre le gouvernement canadien, qui a échoué à prévenir un crime de génocide, notamment en continuant de fournir des armes à Israël, n’a pas pris de sanctions contre Israël, n’a pas empêché ses ressortissants de combattre dans les rangs de l’armée israélienne.
États-Unis
Un groupe de palestino-américains et leurs familles ont déposé, en décembre 2024, une plainte contre l'ancien Secrétaire d'État Anthony Blinken et le Département d'État des États-Unis pour leurs rôle dans les massacres en cours, les accusant de violer la loi américaine en fournissant des armes et un support diplomatique à Israël,.
France
L’association des Juristes pour le respect du droit international (Jurdi) déposent un recours préalable en responsabilité, le 23 juin 2025, et une assignation devant le tribunal judiciaire de Paris, signifiée le 20 juin 2025, qui visent respectivement l’État français et BNP Paribas pour « manquement de la France à ses obligations tirées de la Convention pour la prévention et la répression du crime de génocide »

#### Plaintes à l'encontre d'organisations
Union européenne
En mai 2025, l’association Juristes pour le respect du droit international (Jurdi), envoie une mise en demeure à la présidente de la Commission européenne, Ursula von der Leyen, et au Conseil de l’Union européenne pour « manquement » à son « obligation d’agir face au risque avéré de génocide à Gaza ». En cas d'absence d'actions elle menace de saisi la Cour européenne de justice « pour carence fautive de la Commission en matière de respect de ses obligations découlant du droit international et du droit de l’Union ». L’association française demande de « dénoncer publiquement les crimes en cours, de revoir totalement son cadre de relation avec Israël et de prendre des sanctions contre les responsables israéliens, dont Benyamin Nétanyahou, et les ministres Bezalel Smotrich et Israel Katz ». Selon Le Monde, « la répugnance des États occidentaux à prendre des mesures concrètes contre l’État hébreu, en dépit de l’ordonnance de la Cour internationale de justice reconnaissant le risque de génocide à Gaza, les expose à des poursuites pour manquement à leurs obligations internationales ».
En juin 2024, un ex-ingénieur de Meta porte plainte contre l'entreprise pour licenciement abusif après qu'il ait accuser l'entreprise de suppression abusive de posts pro-palestiniens.En décembre 2024, un groupe de palestino-britanniques porte plainte contre British Petroleum (BP) pour complicité de génocide et crimes contre l'humanité à cause de son apport constant de pétrole à Israël par l'oléoduc Bakou-Tbilissi-Ceyhan.
En juin 2025, la Ligue des droits de l’homme porte plainte contre Eurolinks pour complicité de crimes de guerre et accuse l’entreprise marseillaise d’avoir fourni à Israël des composants pouvant servir à fabriquer des armes utilisées à Gaza,,.
L’association des Juristes pour le respect du droit international (Jurdi) déposent un recours préalable en responsabilité, le 23 juin 2025, et une assignation devant le tribunal judiciaire de Paris, signifiée le 20 juin 2025, qui visent respectivement l’État français et BNP Paribas pour « manquement de la France à ses obligations tirées de la Convention pour la prévention et la répression du crime de génocide »

#### Plaintes à l'encontre de particuliers
Des organisations, des avocats et des particuliers, portent plainte pour génocide, crimes de guerre et crimes contre l'humanité contre des Israéliens (souvent binationaux), ou pour complicité de génocide contre des non-Israéliens, auprès de la Cour internationale de justice, ou de la Cour pénale internationale, ou de tribunaux nationaux.
L'avocat franco-israélien et enseignant en droit international à Sciences Po, Omer Shatz a déposé avec ses étudiants une plainte devant la Cour pénale internationale (CPI) contre huit dirigeants israéliens qui selon lui ont « publiquement et directement incité d’autres personnes à perpétrer un génocide des Palestiniens à Gaza »,, au nom d’une victime palestinienne,. Le Premier ministre australien est visé par une plainte pour complicité de génocide auprès de la Cour pénale internationale en mars 2024 ; le plaignant est un cabinet australien d'avocats Birchgrove Legal
Une plainte contre X est déposée pour « complicité de génocide » auprès de la justice française en novembre 2024 ; elle vise des citoyens français accusés d'avoir entravé l’aide humanitaire destinée aux Palestiniens de Gaza - plus particulièrement les groupes de militants Tzav-9 et Israël is Forever - ; elle est déposée par l'Union juive française pour la paix et une « victime franco-palestinienne »,.
En juin 2025, le parquet national antiterroriste (France) se saisit d’une plainte contre X déposée par l’Union juive française pour la paix et d’une citoyenne affiliée à Urgence Palestine, pour complicité de génocide et incitation au génocide à l’encontre de citoyens et d’une association française ayant participé au blocage de l’aide humanitaire à destination de Gaza,.
Certaines procédures ciblent des membres de l'armée israélienne ayant opéré à Gaza. 1 000 soldats de l'armée israélienne sont visés par une plainte déposée auprès de la Cour pénale internationale par la fondation Hind Rajab en octobre 2024. Un soldat franco-israélien est visé par une plainte semblable déposée auprès de la justice française par la Fédération internationale pour les droits humains et des associations palestiniennes en décembre 2024,.
D’autres plaintes ont aussi été déposées : au Chili contre un soldat israélien présent dans le pays, par un collectif juridique de soutien à la Palestine ; en Australie, dont les douaniers examinent avec plus d’attention les papiers des soldats israéliens en transit; en France à l'encontre de plusieurs soldats franco-israéliens ou au nom de victimes,,.

## Réactions

### Monde académique

#### Pression exercées par différents gouvernements
Par ailleurs dans plusieurs pays, notamment en France, les autorités de tutelle des universités ont exercé des pressions entravant la liberté académiques des enseignants-chercheurs.

#### Avis des spécialistes
Outre les analyses exprimées par les avis successifs des deux instances judiciaires internationales qui s'en sont saisi (Cour internationale de justice, et Cour pénale internationale), les spécialistes universitaires du droit international comme ceux des génocides comme phénomène anthropologique et historiques ont analysé les crimes de guerre et crimes contre l'humanité commis à Gaza depuis le 7 octobre 2023. Du côté des spécialistes des génocides, de profondes divisions, déjà présentes avant 2023, se sont exacerbées, mais de plus en plus nombreux sont ceux qui estiment que les faits relèvent bien de la catégorie du génocide,.
Le champ d'études disciplinaires concernant les questions de génocide a émergé à la suite des travaux principalement de personnes directement concernées par le génocide des Juifs. tel que Raoul Hilberg, auteur de La Destruction des Juifs d'Europe. Pendant une assez longue période, la plupart des auteurs travaillant sur ces questions ont fait du génocide des juifs, la référence unique ou tout au moins centrale de l'étude d'autres génocides.
Au fur et à mesure que le champ disciplinaire s'est élargi, incluant d'autres crimes de masse survenus, soit au cours la période contemporaine, soit auparavant, et que l'usage de la méthode comparatiste s'est étendu, la spécificité et le caractère unique du génocide des Juifs a perdu sa primauté parmi les spécialistes.
Dès le 7 octobre, les différentes approches et les différents auteurs concernés par ces approches ont montré des divergences d'interprétation. Les divergences d'interprétation n'ont pas porté sur la description précise des faits. mais ont plutôt porté sur la pertinence et la légitimité de mettre en cause le gouvernement israélien et ses forces armées, ou même de considérer les Palestiniens ou plus spécifiquement les auteurs des attaques et des massacres du 7 octobre comme des acteurs à considérer au même titre que d'autres. Par exemple, tel auteur a qualifié d’« Acteurs nazis » les assaillants du 7 octobre. Malgré cela pour un grand nombre de spécialistes, y compris plusieurs Israéliens, les faits qui se sont déroulés après le 7 octobre constituent bel et bien des actes génocidaires, même dans l'interprétation la plus étroite qui peut être faite de ce concept,.
En la date du 5 août 2025, et sur les 1 745 spécialistes (hors organisations internationales) qui se sont prononcés, 779 (44,6 %) défendent la position d'un génocide en cours, 836 (47,9 %) estiment qu'il est probable qu'un génocide soit en cours et 118 (6,8 %) refusent que la définition de génocide soit donnée aux actions de l'armée israélienne à Gaza.[réf. nécessaire]
Du côté du droit international, à la lumière des textes internationaux et de la jurisprudence dans ce domaine, de nombreux travaux juridiques d'instances onusiennes, d'organisations de droits humains et de spécialistes universitaires estiment que les agissement d'Israël à Gaza relèvent du crime de génocide, sans qu'on puisse préjuger des décisions effectives éventuelles à venir des deux instances de justice internationales concernées.

##### Conséquences dans d’autres domaines
Un certain nombre d’universitaires, dont le champ de recherches n’est pas le génocide, orientent leurs recherches sur les conséquences de ce génocide en cours sur leur domaine de spécialité.
La revue Pacific journalism Review consacre un double numéro aux conséquences du génocide à Gaza sur le journalisme.
Joni Aasi, début 2025, présente une conception du génocide plus large, incluant l’écocide.

### Manifestations contre le génocide
Selon des recherches menées par l’Armed Conflict Location and Event Data Project, du 7 octobre au 24 novembre 2023, au moins 7 283 manifestations pro-palestiniennes et 845 manifestations pro-israéliennes ont eu lieu dans le monde. Au cours des trois premières semaines de combats entre Israël et le Hamas, au moins 4 385 manifestations liées au conflit sont enregistrées dans près de 100 pays et territoires, dont 86 % en solidarité avec les Palestiniens, 12 % avec Israël et 2 % appelant à la paix.
Les protestations contre l'action israélienne à Gaza sont particulièrement importantes au Moyen-Orient et en Afrique du Nord, en particulier après l'explosion de l'hôpital arabe al-Ahli.
Le 18 mai 2025 environ 100 000 manifestants vêtus de rouge forment une boucle de 5 km autour du centre-ville de La Haye aux Pays-Bas pour protester contre le « génocide » à Gaza et symboliser la ligne rouge qu'ils accusent le gouvernement néerlandais de franchir en soutenant les opérations israéliennes à Gaza. Selon les organisateurs, cette manifestation est la plus importante dans le pays depuis 20 ans. Le gouvernement de coalition des Pays-Bas, est mené par le Parti pour la liberté anti-immigrés, dont le chef Geert Wilders, est « farouchement pro-israélien ». Ce dernier accuse les manifestants de « soutenir le Hamas ».
Le 25 mai 2025, un rassemblement de plusieurs milliers de personnes a été organisé place de la République à l’appel de l’Union étudiante, l’Union syndicale lycéenne, du Comité Palestine Sorbonne et du Rassemblement pour l’égalité et la démocratie pour dénoncer la situation humanitaire à Gaza.
Le 28 mai 2025, plusieurs organisations non gouvernementales françaises, dont Greenpeace France, Oxfam France, Amnesty International France et Médecins du Monde, ont mené une action symbolique à Paris en versant du colorant rouge dans le bassin de la fontaine des Innocents (quartier des Halles) pour dénoncer les violences à Gaza, qualifiées de « bain de sang ». Elles dénoncent l’inaction de la France et de la communauté internationale face à ce qu’elles décrivent comme un « génocide » et une « tragédie orchestrée ».
Dans certains pays européens, le soutien public à la Palestine et à la cause palestinienne est criminalisé, des pays comme la France, l'Allemagne, le Royaume-Uni et la Hongrie limitant le discours politique pro-palestinien. L'Allemagne a interdit les collectes de fonds, l'affichage du drapeau palestinien et le port du keffieh. Le conflit a également déclenché de vastes manifestations auprès des ambassades israéliennes et américaines à travers le monde.
À la suite des soutiens affichés de certaines franchises d'entreprises à Israël au début d'octobre, des vagues mineures de boycott voire de vandalisme s'ensuivent dans les pays du Moyen-Orient et en France. McDonalds est particulièrement pris pour cible. Les entreprises expliquent pour leur part que les soutiens par leurs franchises à Israël n'ont pas été autorisés,,.

### Le monde de l'art

#### "Artistes pour Fatem"
Un jour après l'annonce de la sélection officielle de l'ACID, la photojournaliste palestinienne Fatima Hassouna, l'actrice principale du film documentaire Put Your Soul on Your Hand and Walk de Sepideh Farsi, a été tuée avec dix membres de sa famille lors d'une frappe aérienne israélienne sur leur maison dans la ville de Gaza le 16 avril 2025,. Le festival a publié le 23 avril une déclaration officielle exprimant ses condoléances et critiquant la guerre qui se poursuit à Gaza.
Le 12 mai 2025, une tribune de 300 personnalités du monde du cinéma intitulée « À Cannes, l’horreur de Gaza ne doit pas être silenciée » rend hommage à Fatima Hassouna, photojournaliste palestinienne tuée par l'armée israélienne et dénonce le silence face au génocide à Gaza,,. Sa mémoire est saluée par Juliette Binoche lors de la cérémonie d'ouverture du Festival
La tribune est rapidement signée par presque un millier de personnalités du cinéma, dont la présidente du Jury du festival Juliette Binoche, Joaquin Phoenix, Pedro Pascal, le réalisateur mexicain Guillermo del Toro, l’acteur français Omar Sy, ainsi que les Américains Jim Jarmusch et Rooney Mara, Julian Assange, Catherine Deneuve, Chiara Mastroianni, Léa Seydoux, Joachim Trier, Danny Boyle et François Civil. La liste initiale des signataires comptait déjà plusieurs figures emblématiques du cinéma, telles que Ralph Fiennes, célèbre pour son rôle dans La Liste de Schindler (1993), Richard Gere, Javier Bardem, Pedro Almodóvar et Susan Sarandon.

#### Tribune des écrivains francophones
Dans une tribune publiée lundi 26 mai par Libération, 300 écrivains appellent à "nommer le 'génocide'" dans la bande de Gaza. Ils dénoncent "les déclarations publiques répétées des figures de premier plan comme les ministres israéliens Bezalel Smotrich et Itamar Ben Gvir", qui "expriment ouvertement des intentions génocidaires". Virginie Despentes, Leïla Slimani, J. M. G. Le Clézio ou encore Mohamed Mbougar Sarr font partie des signataires de ce texte.
« La qualification de 'génocide' n‘est pas un slogan. Elle implique des responsabilités juridiques, politiques, morales. Nous ne pouvons plus nous contenter d’appeler cela une 'horreur', de faire montre d’une empathie générale et sans objet, sans qualifier cette horreur, ni préciser de quoi il s’agit », estiment-ils. « Tout comme il était urgent de qualifier les crimes commis contre des civils le 7 octobre 2023 de crimes de guerre et contre l’humanité, il faut aujourd’hui nommer le 'génocide' ».
La tribune appelle également à infliger « des sanctions à l’Etat d’Israël », à « un cessez-le-feu immédiat » et à « la libération des otages israéliens » ainsi que celle « des milliers de prisonniers palestiniens détenus arbitrairement dans les prisons israéliennes ».

### Le monde du sport

#### Match PSG - Inter Milan à Munich
Le 31 mai 2025, lors de la finale de la Ligue des champions opposant le PSG à l'Inter Milan à Munich, le Collectif Ultras Paris a déployé un tifo géant : « Stop au génocide à Gaza » en soutien à la Palestine et qui dénonce le génocide en cours dans la bande de Gaza,.
En Ligue des Champions cette saison, le Bayern Munich avait vu les supporters du Celtic Glasgow (Écosse) réclamer le "carton rouge pour Israël".

## Avis
Ne figurent dans cette section que des avis d’experts et d’ONG spécialisées

### Rapports de l’ONU

#### Rapport de Francesca Albanese à l'ONU en mars 2024
En mars 2024, Francesca Albanese, rapporteuse spéciale des Nations unies sur les territoires palestiniens occupés, livre un rapport intitulé Anatomie d’un génocide selon lequel « il existe des motifs raisonnables de croire que le seuil permettant de qualifier la situation de génocide a été atteint ».
Le texte distingue trois actes de génocide qui auraient été commis contre les Palestiniens, et qui comptent parmi les cinq actes inscrits dans la Convention pour la prévention et la répression du crime de génocide de 1948 : le meurtre direct des membres du groupe ; les dommages physiques ou psychiques causés aux membres du groupe ; « la soumission intentionnelle du groupe à des conditions d’existence devant entraîner sa destruction physique totale ou partielle ».
Le rapport évoque aussi un « nettoyage ethnique » de Gaza.
Les autorités israéliennes ayant affirmé leur respect du droit international humanitaire dans leur conduite de la guerre, Francesca Albanese déclare que l'État hébreu a « invoqué ce droit comme un "camouflage humanitaire" afin de légitimer la violence génocidaire qu’il déploie à Gaza ». Le rapport accuse les dirigeants israéliens d’avoir dans les faits traité « un groupe entier » comme s'il était « terroriste » ou « soutenant le terrorisme », pour « transformer ainsi tout et tout le monde en cible ou en dommages collatéraux ».

##### Pertes humaines
Le rapport fait état en mars 2024 de « 30 000 morts, 12 000 disparus (sous les décombres) et 71 000 blessés graves ».
Le blocus de la bande de Gaza pratiqué par Israël a provoqué des morts dues à la famine, notamment la mort de 10 enfants par jour, les habitants ayant été privés des moyens de se procurer une nourriture suffisante, selon le rapport Anatomie d’un génocide.
Les bombardements de la bande de Gaza ont conduit au largage, dans les premiers semaines de la guerre, de « plus de 25 000 tonnes d'explosifs » - soit l'équivalent de deux bombes nucléaires - sur des quartiers densément peuplés.
70% des personnes tuées à Gaza sont des femmes et des enfants, selon les chiffres du ministère de la Santé du Hamas. Les 30 % restants sont des hommes, mais Israël n'a pas fourni les preuves permettant d'établir que ces victimes masculines étaient armées.

##### Atteintes à l'intégrité physique ou mentale
Selon le rapport Anatomie d’un génocide, « infliger des dommages corporels ou mentaux graves aux enfants peut raisonnablement être interprété comme un moyen de détruire le groupe en totalité ou en partie ».
Le blocus de la bande de Gaza par Israël a mis en danger la santé des Palestiniens, en raison de l'absence d'approvisionnement en médicaments et en désinfectants. Des opérations sans anesthésie ont dû être pratiquées, y compris des amputations sur des enfants.
Des milliers d'hommes et de jeunes garçons palestiniens ont été emprisonnés par Israël selon le rapport ; ces détentions se sont accompagnées dans un grand nombre de cas de mauvais traitements, d'actes de torture, qui ont provoqué des « incapacités à long terme », et parfois la mort.
Les Palestiniens « ont subi des dommages physiques et psychologiques incessants » durant cette guerre selon le rapport.

##### Conditions de vie devant entraîner la destruction du groupe
Priver un groupe des moyens de se perpétuer - même sans porter atteinte directement aux membres du groupe - constitue un acte de génocide. Relèvent de ce type d'action, selon le rapport, les destructions dans les opérations militaires israéliennes des hôpitaux, des terres agricoles, du bétail, des équipements de pêche, des moyens de télécommunication, des établissements d'enseignement et du patrimoine culturel palestinien.
Le rapport relève des déclarations publiques de responsables israéliens comme celle du ministre de la Défense israélien, Yoav Gallant, qui avait assumé le 9 octobre 2023 le fait qu'un « siège complet » de Gaza tel qu'il le mettrait en œuvre signifiait qu'il n'y aurait « pas d'électricité, pas de nourriture, pas d'eau, pas de carburant », ou le propos semblable d'Israël Katz, alors ministre de l'Énergie, le 12 octobre 2023.
Les accusations portées par Israël contre l'UNRWA (Office de secours et de travaux des Nations unies pour les réfugiés de Palestine dans le Proche-Orient) selon lesquelles cette agence des Nations unies comptait parmi ses employés ses combattants du Hamas, avaient provoqué le retrait de certains donateurs étatiques, et une exacerbation de la catastrophe humanitaire dans l'enclave palestinienne.

##### Nettoyage ethnique
Des civils qui, obéissant aux ordres d'évacuation, s'étaient déplacés vers le sud de la bande de Gaza, ont été néanmoins tués. Ce constat, associé aux propos de dirigeants israéliens planifiant le déplacement massif de Palestiniens hors de Gaza et le remplacement de ces habitants par des colons israéliens, « conduisent raisonnablement à déduire que les ordres d’évacuation et les zones de sécurité ont été utilisés comme des outils génocidaires pour parvenir à un nettoyage ethnique », selon le rapport.

##### «Camouflage humanitaire»
Le rapport dénonce une instrumentalisation du droit international en vue de légitimer un génocide présumé. Ainsi par exemple le gouvernement israélien allègue l'utilisation des civils par le Hamas comme boucliers humains, alors qu'une telle situation ne dispense pas un État de distinguer civils et combattants,. La notion d’objectif militaire a été étendue à l'ensemble du territoire gazaoui,. Le concept de « dommage collatéral » est devenu un élément habituel du langage politique israélien en vue de masquer un massacre de masse,. Les ordres d’évacuation, présentés comme une preuve du respect du droit humanitaire, auraient été employés comme un moyen d'épuiser la population - raison pour laquelle l’Assemblée générale de l'ONU exige dans la résolution du 26 octobre 2023 qu'Israël revienne sur son premier ordre d’évacuation du nord de Gaza.

##### Recommandations
Le rapport recommande aux États de mettre en place un embargo sur les armes contre Israël, d'instaurer un cessez-le-feu à Gaza, et de protéger l'enclave palestinienne en y envoyant une force internationale. Il recommande aussi de poursuivre le soutien financier à l'UNRWA. L'Union européenne est appelée à suspendre son accord d'association avec Israël.
Les autorités israéliennes ont nié l'ensemble des faits évoqués dans le rapport, ou ont fourni des justifications fondées sur les nécessités imposées par le terrain, et accusé Francesa Albanese de chercher à délégitimer l'existence d'Israël.

#### Rapport du Comité spécial de l'ONU
Un rapport du Comité spécial de l'ONU, daté de septembre 2024, rendu public en novembre, estime que les méthodes utilisées par Israël « correspondent aux caractéristiques d'un génocide »,. Il se fonde sur des données recueillies entre le 7 octobre 2023 et juillet 2024. Ce Comité, créé en 1968 par l'Assemblée générale de l'ONU, est depuis sa fondation chargé d'enquêter sur les pratiques israéliennes affectant les droits humains dans les Territoires palestiniens occupés (Cisjordanie et bande de Gaza) et composé depuis lors de 3 États membres : le Sri Lanka, la Malaisie, et le Sénégal.

##### Pertes civiles massives
Le Comité souligne le nombre élevé de civils tués, et la mise en danger des Palestiniens, qui serait « intentionnelle ». Il allègue comme preuves de cette intention supposée l'instauration du siège de Gaza, la famine provoquée par ces opérations, les entraves israéliennes à l'aide humanitaire, le fait de tuer des travailleurs humanitaires. Le gouvernement israélien aurait ouvertement organisé la pénurie de produits de première nécessité, « privant les Palestiniens du minimum vital : la nourriture, l'eau et le carburant ». Cette politique aurait provoqué un nombre de plus en plus élevé de fausses couches et de mortinaissances.
Les experts déclarent : « Des civils ont été tués en masse, de manière disproportionnée et sans discrimination à Gaza ».
Ils ajoutent que l'utilisation de l'intelligence artificielle associée à un contrôle humain insuffisant, et à l'emploi de bombes pesant plusieurs centaines de kilogrammes, a contribué au nombre élevé de civils. Selon eux, ces pratiques sont révélatrices du non-respect par Israël de la règle du droit international imposant la distinction entre civils et combattants. Le comité fait référence à la possibilité donnée à l'armée « d’utiliser des systèmes d’IA pour générer rapidement des dizaines de milliers de cibles, ainsi que pour suivre les cibles jusqu’à leur domicile, en particulier la nuit, lorsque les familles s’abritent ensemble ». Le nombre élevé de femmes et d'enfants tués pourrait être corrélé à l'utilisation de l'IA.
Le Comité parle d'une « punition collective infligée à la population palestinienne »,.

##### Préjudices pour les générations à venir
Les experts évoquent une catastrophe écologique dont l'impact s'étend dans la durée, bien au-delà du temps de la guerre. Les avions israéliens ont largué dans la bande de Gaza plus de 25 000 tonnes d'explosifs, soit « l'équivalent de deux bombes nucléaires » (« deux fois la bombe atomique larguée par les États-Unis sur Hiroshima »). Les bombardements ont pollué l'environnement, et rendu la bande de Gaza inhabitable en détruisant les infrastructures permettant l'adduction d'eau, l'assainissement des eaux usées, l'approvisionnement en nourriture. Ainsi, « Israël a créé un mélange mortel de crises qui infligeront de graves préjudices aux générations à venir » affirment les auteurs du rapport,.

##### Recommandations
Le Comité de l'ONU appelle les États du monde à arrêter tout soutien à la guerre menée par l'État hébreu ; il leur rappelle la nécessité du respect du droit international et « de veiller à ce que les auteurs de violations répondent de leurs actes ». Il reproche à des pays tiers « de ne pas être disposés à demander des comptes à Israël et de continuer à lui fournir un soutien militaire et autre ».
Le COGAT, administration militaire israélienne qui supervise l'aide humanitaire à Gaza, a rejeté les propos des experts de l'ONU, affirmant que l'État hébreu « travaille sans relâche pour fournir une aide humanitaire à la bande de Gaza ». Les États-Unis, alliés d'Israël ont rejeté également le contenu du rapport.

### Rapports d’ONG

#### Rapport d'Amnesty international
Le 5 décembre 2024, l'ONG Amnesty international publie un rapport qui conclut à un génocide à Gaza. Ce compte-rendu d'enquête suit une démarche similaire à ceux publiés en mars par Francesca Albanese, rapporteuse spéciale des Nations unies pour les territoires occupés, et en novembre par le Comité spécial des Nations unies, ou encore par la Fédération internationale des droits de l’homme, mais il est d'une autre « envergure » selon Mediapart. Amnesty International se fonde sur 200 témoignages collectés sur place à Gaza, sur des centaines d’images satellitaires qui montrent les destructions, et sur des vidéos.
Un seul des cinq actes établissant un génocide selon la Convention de 1948 suffit pour qualifier ainsi un crime. Amnesty International en identifie trois dans les opérations israéliennes à Gaza : « les meurtres de membres du groupe, les atteintes graves à leur intégrité physique ou mentale, et la soumission intentionnelle du groupe à des conditions d’existence devant entraîner sa destruction physique totale ou partielle » ; l'ONG documente avec des données chiffrées les infractions au droit international.

##### Intention génocidaire
Un élément qui distingue le génocide du crime contre l'humanité et du crime de guerre est l'intention spécifique de détruire un groupe. Un chapitre du rapport est centré sur l'établissement d'une telle intentionnalité,,. Amnesty relève, outre les déclarations incendiaires de responsables politiques israéliens déshumanisant les Palestiniens, d'autres déclarations relatives à la stratégie militaire. Selon Amnesty, le génocide est devenu pour Israël un moyen de réaliser l'objectif militaire principal, qui est la destruction du Hamas. Le génocide apparaît donc aux yeux du gouvernement israélien comme le prix à payer pour venir à bout du Hamas, ou comme « une conséquence acceptable ». La décision de sacrifier la population civile palestinienne « atteste une intention génocidaire », écrit Amnesty. En effet, ajoute l’ONG « les actions d’un État peuvent servir le double objectif d’atteindre un résultat militaire et de détruire un groupe en tant que tel » et « il est possible de conclure à un crime de génocide lorsque, pour parvenir à un certain objectif militaire ou jusqu’à y parvenir, l’État entend essayer de détruire un groupe protégé, comme moyen de parvenir à une fin ».

##### Ciblage délibéré des civils
Amnesty évoque « les attaques délibérées sur les civils et les infrastructures civiles, l'usage d'armes hautement explosives dans des zones abondamment peuplées, les entraves à délivrer l'aide humanitaire dans le territoire et le déplacement forcé de 90 % de sa population». À titre d'exemple de ciblage, Amnesty documente 15 bombardements israéliens qui ont tué, entre le 7 octobre 2023 et le 20 avril 2024, 334 civils, dont 141 enfants, bombardements pour lesquels « l'organisation n'a trouvé aucune preuve qu'elles étaient dirigées vers des cibles militaires ».
Outre le fait de viser des civils dans des bombardements - selon Amnesty International -, Israël a instauré un blocus dont l'objectif serait d'« entraîner une mort lente et calculée » la population palestinienne de Gaza et à terme, de « la faire disparaître ».
L'État hébreu a rejeté un rapport « entièrement faux et basé sur des mensonges », l'a présenté comme une « calomnie antisémite » et Amnesty International comme « une organisation fanatique ».
En avril 2025, dans son rapport annuel 2024, Amnesty réitère ses constats et analyse de décembre 2024. Sa secrétaire générale Agnès Callamard déclare que "le monde assiste sur ses écrans à un génocide en direct" et souligne l'inaction voire la complicité de la plupart des gouvernements occidentaux.

#### Rapport de Human Rights Watch
Le 19 décembre 2024, l'organisation humanitaire Human Rights Watch publie un rapport concluant au fait qu'Israël commet des actes de génocide et un crime contre l’humanité d’extermination à Gaza, particulièrement en privant la population d'un « accès adéquat à l'eau », pendant un an, de manière délibérée, ce qui a dû causer la mort de milliers de personnes. L'accusation d'actes de génocide n'implique pas de prouver une intention génocidaire, à la différence de l'accusation de génocide.
Des centaines de milliers de Palestiniens ont été affectés par des problèmes de santé du fait des restrictions imposées à l'accès à l'eau potable, restrictions qui entraînent la déshydratation, la faim, et la propagation de maladies. Selon le rapport, l'armée israélienne a « délibérément attaqué, endommagé ou détruit plusieurs installations majeures d'eau, d'assainissement et d'hygiène à Gaza ». De plus, Israël empêche l'arrivée « de la quasi-totalité de l'aide liée à l'eau, comme des réservoirs, des systèmes de filtration, des matériaux pour la réparation d'infrastructures », toujours selon Human Rights Watch.
« Il n'y aura pas d'électricité, pas de nourriture, pas d'eau, pas de carburant » à Gaza, avait déclaré Yoav Gallant, ministre israélien de la Défense, deux jours après les attaques du 7 octobre 2023, rappelle l'organisation humanitaire.
Israël a rejeté les résultats du rapport qu'il considère comme une calomnie.

##### Rapports d'ONG israéliennes de défense des droits humains
Le 28 juillet 2025, les organisations israéliennes de défense des droits humains B'Tselem et Physicians for Human Rights–Israel publient chacune un rapport qualifiant de génocide  les opérations menées par Israël à Gaza depuis octobre 2023 . Le rapport de PHRI "La destruction des conditions de vie : une analyse sanitaire du génocide à Gaza" a particulièrement étudié le "démantèlement délibéré et systématique du système de santé de Gaza", et en conclue que les opérations menées dans l'enclave "répondent aux critères de génocide tels que définis dans la Convention pour la prévention et la répression du crime de génocide, dont Israël est signataire".Le rapport de B'Tselem "Notre génocide" affirme également que les dirigeants européens et américains facilitent ce génocide,,,,.

### Autres rapports
D’autres ONG de défense des droits de l’homme ont pris position contre ce qu’elles estiment être un génocide ; la fédération internationale pour les droits humains publie en novembre 2023 une résolution constatant les crimes de guerre, contre l’humanité et de génocide et appelant à ce qu’ils cessent.

#### Réseau universitaire pour les droits de l’homme
En mai 2024, le Réseau universitaire pour les droits de l'homme, University Network for Human Rights, publie un rapport qui conclut au terme d'une analyse juridique qu'Israël doit être tenu pour responsable d'un génocide à Gaza. L'intention génocidaire est, selon le rapport, établie par les déclarations des dirigeants israéliens, et par la conduite de l'armée israélienne à l'égard de la population de le Gaza - conduite entraînant la famine, la destruction des installations médicales, la destruction de 70 % des habitations civiles, des entraves à l'aide,. Le UNHR s'est associé pour la production de ce texte à plusieurs centres de recherche des droits humains - le International Human Rights Clinic de la Faculté de droit de l'université de Boston, le International Human Rights Clinic de la Cornell Law School, le Center for Human Rights de l'Université de Prétoria, le Lowenstein Human Rights Project de la Faculté de droit de Yale.

#### Commission d’enquête internationale de l’ONU
En mars 2025 la Commission d'enquête internationale indépendante de l'ONU conclut à des « actes génocidaires » au vu des destructions systématiques infligées au « principal centre de fertilité du territoire palestinien » (dont rien n'indique un usage à des fins militaires, selon la Commission), aux services de maternité à Gaza ; et au vu des entraves à l'acheminement des « médicaments nécessaires pour assurer des grossesses, des accouchements et des soins néonatals ». Le fait d'« imposer des mesures visant à empêcher les naissances au sein du groupe » compte parmi les critères permettant de poser la qualification de génocide. La Commission s'est prononcée sur des actes génocidaires, mais ne l'a pas encore fait sur un possible objectif génocidaire. La Commission est présidée par Navi Pillay, ancienne Haut-Commissaire des Nations Unies aux droits de l'homme, ancienne juge à la Cour pénale internationale et ancienne présidente du Tribunal pénal international pour le Rwanda.
Euro-Mediterranean Human Rights Monitor (organisation indépendante à but non lucratif pour la protection des droits de l'homme) documente des preuves d'exécutions commises par les Forces de défense israéliennes. Elle a soumis les preuves et la documentation à la Cour pénale internationale et au rapporteur spécial des Nations unies.

### Discours académique et juridique

#### Débat entre octobre 2023 et début 2024
Le 19 octobre 2023, les chercheurs Raz Segal, Barry Trachtenberg (en), Robert McNeil, Damien Short (en), Taner Akçam et Victoria Sanford s'associent à une lettre adressée au procureur de la Cour pénale internationale, Karim Khan, par cent organisations issues de la société civile, l'appelant à émettre des mandats d'arrêt contre des responsables israéliens pour des affaires antérieures au 7 octobre ; à enquêter sur de nouveaux crimes commis dans les Territoires palestiniens, y compris l'incitation au génocide, depuis le 7 octobre ; à émettre une déclaration préventive contre les crimes de guerre ; et à rappeler à tous les États leurs obligations envers le droit international. La lettre affirme que les déclarations des responsables israéliens montrent une « intention claire de commettre des crimes de guerre, des crimes contre l'humanité et une incitation à commettre un génocide, en utilisant un langage déshumanisant pour décrire les Palestiniens »,,.
Le 10 novembre 2023, l'historien spécialiste de la Shoah Omer Bartov déclare « Ma principale préoccupation, en observant le déroulement de la guerre Israël-Gaza, est qu'il y ait une intention génocidaire, qui puisse facilement conduire à une action génocidaire ». En réponse, cinq historiens israéliens, tout en reconnaissant des « déclarations ignobles de la part des responsables israéliens, qui ne peuvent être ignorées », ont souligné que seuls quelques responsables avaient fait de telles déclarations et les ont justifiées en faisant référence aux crimes du Hamas. Les cinq spécialistes ont fait valoir que le langage déshumanisant n'était « pas une preuve d'intention génocidaire ». Bartov déclare plus tard qu'à partir de mai 2024, « il n'était plus possible de nier qu'Israël était engagé dans des crimes de guerre systématiques, des crimes contre l'humanité et des actions génocidaires », tout en notant que très peu de personnes en Israël (hormis les Palestiniens) étaient prêtes à accepter ce point de vue.
Le sociologue et spécialiste du génocide Martin Shaw soutient que le terme « génocide » est sous-utilisé, car les États souhaitent « éviter la responsabilité de prévenir et punir » qu'impose la convention ; de plus, il soutient qu'il existe « une aversion particulière à enquêter sur ses implications pour la conduite d'Israël. Les États occidentaux continuent de le protéger, croyant à tort que les Juifs, ayant été les principales victimes historiques du génocide, ne peuvent en être également les auteurs »,. En janvier 2024, l'article de Shaw, « Inescapably Genocidal », publié dans le Journal of Genocide Research, note que l'application du cadre du génocide à la Palestine a, selon un commentateur, « habituellement suscité des réactions fanatiques », mais que la nature de l'assaut israélien sur Gaza « représente un choix stratégique » plutôt qu'une conséquence involontaire, et qu'il est donc justifié et inévitable de l'appeler « génocide ».
Certains universitaires citent les déclarations israéliennes qu'ils considèrent comme l'expression d'une « intention de détruire » la population de Gaza, une condition nécessaire pour que le seuil légal du génocide soit atteint. Le politologue Norman Finkelstein, auteur d'une étude sur « l'industrie de l'Holocauste », affirme que Benjamin Netanyahu en appelant les Palestiniens « Amalek » fait un appel au génocide. Il accuse Israël de mener une « guerre génocidaire ». Dès octobre 2023, l'historien israélien Raz Segal qualifie la guerre à Gaza de « cas d'école de génocide », en notant qu'Israël y commet trois des cinq actes qui entrent dans sa définition selon la convention : « 1. Meurtre des membres du groupe 2. Atteinte grave à l'intégrité physique ou mentale des membres du groupe. 3. Soumission intentionnelle du groupe à des conditions d'existence devant entraîner sa destruction physique totale ou partielle »,. Les attaques d'Israël contre les infrastructures, l'eau et la nourriture sont également qualifiées de génocidaires, par la spécialiste du génocide arménien Elyse Semerdjian (en).

#### Débat au deuxième semestre 2024

##### Génocide
Le juriste Béligh Nabli, professeur de droit public à Paris-Est Créteil, estime en décembre 2024 que le « risque plausible de génocide à Gaza », reconnu comme tel par la Cour internationale de Justice (CIJ) en janvier 2024, est devenu un génocide en cours, du fait que les mesures conservatoires préconisées par la Cour — « la levée du blocus, l’accès à l’aide humanitaire et la garantie des besoins essentiels à la survie » — n'auraient pas été mises en œuvre par Israël durant les 11 mois écoulés, et du fait que la crise humanitaire à Gaza s'est aggravée. Selon lui, un consensus a émergé pour parler d'un génocide à Gaza « parmi de nombreux experts internationaux », mais le débat sur cette qualification perdure « parmi les responsables politiques et les intellectuels » ; certains acteurs envisageraient la notion de génocide en adoptant une approche plus politique que juridique, toujours selon ce spécialiste.
Le 17 avril 2024, Amos Goldberg, historien israélien spécialiste de la Shoah à l’université hébraïque de Jérusalem, publie une analyse selon laquelle les actions d'Israël pendant la guerre à Gaza sont constitutives d'un génocide. Selon lui, le fait que ce qui se déroule à Gaza ne ressemble pas à la Shoah ne signifie pas qu'il ne s'agit pas d'un génocide. En octobre 2024, il affirme plus explicitement que « ce qui se passe à Gaza est un génocide, car Gaza n’existe plus ». Il dénonce également la « rhétorique génocidaire » qui domine en Israël, dans les médias, l’opinion publique et la sphère politique.
Lee Mordechai, historien israélien de l’université hébraïque de Jérusalem, ancien professeur à l’université de Princeton, a compilé témoignages, vidéos, articles, preuves, photos, dans un rapport intitulé Bearing Witness to the Israel-Gaza War (en anglais : Porter témoignage sur la guerre Israël-Gaza). Ces milliers de documents illustrent ce qu’il considère comme des crimes de guerre, y compris comment les médias de pays occidentaux ont permis et facilité la diffusion du discours israélien. Il considère aussi, et s’en explique dans un chapitre dédié, qu’Israël a commis un génocide.
Menachem Klein, professeur émérite à l’université Bar-Ilan de Tel Aviv, estime en novembre 2024 que « les informations qui nous parviennent de la bande de Gaza montrent qu’Israël a recours systématiquement à des méthodes génocidaires ». L'universitaire israélien précise que « le génocide, ce n’est pas un plan qui vise à détruire chaque Palestinien à Gaza. Le génocide correspond à une échelle de violence extrême infligée à un territoire et à sa population, et à une destruction systématique de toutes ses institutions, dans le but de détruire l’identité collective d’un groupe. Or c’est ce qu’Israël fait, en détruisant tous les hôpitaux, les universités, les tribunaux, les administrations. Israël détruit l’identité collective des Gazaouis. C’est clairement un génocide ».

#### Avis en 2025
Daniel Blatman et Amos Goldberg, professeurs israéliens d'histoire de la Shoah et d'études sur le génocide à l'Université hébraïque de Jérusalem ont publié dans le quotidien israélien Haaretz du 30 janvier 2025 un article intitulé « Il n'y a pas d'Auschwitz à Gaza. Pourtant, c'est un génocide ». Ils y expliquent que les événements de Gaza présentent toutes les caractéristiques d'un génocide : rhétorique déshumanisante des dirigeants politiques, militaires et culturels, attaque violente servant de catalyseur au génocide, ciblage de tous les civils, famine systématique et délibérée infligée à l'ensemble de la population, nettoyage ethnique du nord de la bande, bombardement de zones qualifiées de « sûres », entre autres.
Le professeur de droit à l'Université du Middlesex William Schabas déclare au Spiegel « il y a un dossier très solide pour soutenir que la réponse israélienne constitue le crime de génocide ».
Hande Nur Bozbuğa, dans la revue turque Diyanet Ilmi Dergi, traite le cas du génocide à Gaza comme un exemple de la banalisation du mal.
Adam A. H. Yaghi, début 2025, inscrit le génocide en cours dans une généalogie coloniale et exhume les racines culturelles du sionisme inséparables du nettoyage ethnique.
Répondant à Tayser Abu Odeh et Shahd Dibas, l’historien Avi Shlaïm qualifie « ce qui arrive aujourd’hui est un génocide à Gaza et un nettoyage ethnique intense en Cisjordanie dans l’ombre de cette guerre ».
John Docker, historien et philosophe australien spécialiste des génocides, en se référant aux définitions du génocide par Raphaël Lemkin et selon la convention contre le génocide, considère que les actions d'Israël durant la guerre à Gaza sont marquées par l’intention génocidaire. L’article insiste aussi sur les conséquences à long terme de la destruction de la culture gazaouie.
Le 7 mai 2025, trente rapporteurs spéciaux et experts indépendants des Nations Unies, dont les juristes Olivier de Schutter ou Michael Fakhri (en) publient une déclaration commune dans laquelle ils affirment : « Les États doivent agir rapidement pour mettre fin au génocide en cours, démanteler l’apartheid et garantir un avenir dans lequel les Palestiniens et les Israéliens coexisteront dans la liberté et la dignité ».
En mai 2025, la juriste Julia Grignon estime que les autorités israéliennes ont franchi un nouveau cap « dans le caractère déclaratif », à travers « la volonté de reprendre le contrôle total de certaines zones, d’en évacuer de force des populations et de dire qu’on va tout détruire et qu’on va reprendre le contrôle du territoire sur le terrain ».
Une interview de sept spécialistes, Shmuel Lederman (en), Anthony Dirk Moses (en), Melanie O'Brien, présidente de l’International Association of Genocide Scholars, Raz Segal, Martin Shaw (en), Uğur Ümit Üngör, Iva Vukusic (en), publiée par le journal néerlandais NRC le 14 mai 2025, signale la progression du consensus au sein des spécialistes du sujet : les 25 articles spécialisés parus dans des revues scientifiques en 2025 font tous le constat du génocide à Gaza. Shmuel Lederman, qui en janvier 2024 parlait de « violence génocidaire » (donc déniait l’existence d’un génocide) a parmi eux changé d’avis.
La professeure de droit et spécialiste des génocides Rafaëlle Maison écrit dans la Revue belge de droit international que « Si les Etats occidentaux sont réticents à reconnaître qu’un génocide est perpétré à Gaza, cela tient à l’assistance qu’ils continuent d’apporter à Israël, mais aussi à la nature spécifique de ce génocide. Toutefois, tant les actes commis à Gaza que l’intention qui y préside correspondent aux exigences de la Convention de 1948 et de la jurisprudence internationale ayant appliqué ce texte. L’intention de détruire le groupe ciblé est d’ailleurs directement exprimée par les responsables israéliens, ce qui rend inutile le recours à des éléments de preuves circonstantiels, contrairement à ce qui est souvent affirmé ».
Début juin 2025, un collectif d'historiens français et allemands publie une tribune dans Le Monde pour souligner que « le silence sur Gaza met à nu de façon dramatique un point aveugle de nos cultures mémorielles, censées nous immuniser ou au moins nous sensibiliser contre le risque de crimes de masse et de génocides, où qu’ils se produisent et quels qu’en soient les auteurs » alors que le « caractère génocidaire (des crimes commis par le gouvernement israélien) apparaît chaque jour plus manifeste ». Elle conclut ainsi : « Les cultures mémorielles telles que nous les avons connues sont en crise : les sociétés européennes, éduquées à la prévention des crimes de masse, en particulier par la mémoire de la Shoah, semblent pour une large part soit anesthésiées, soit tétanisées. Les dirigeants européens ont pourtant une responsabilité historique immédiate. Le poids du passé n’excuse pas les choix et non-choix du présent. Il reviendra aux historiens, en temps voulu, non seulement de qualifier les faits, mais d’analyser l’action de ces dirigeants à l’égard des crimes commis à l’encontre des Palestiniens sous nos yeux ».
Dans une enquête publiée sur le site anglophone Vox en octobre 2024, la journaliste Nicole Narea reprenait, un an après une première enquête, un questionnement adressé aux spécialistes des génocides et relève qu'un seul auteur, Dox Waxman (en) confirme sa réserve de fin 2023 sur la qualification de génocide,. Cependant, le 1er août 2025, Dox Waxman déclare qu'au vu de l'évolution des actions du gouvernement israélien, les critères d'un génocide tels que définis par la convention de 1948 lui paraissent remplis.
Taner Akçam, Marianne Hirsch and Michael Rothberg (en), spécialistes des génocides déclarent dans une tribune dans The Guardian, que face à la poursuite des atrocités criminelles commises par Israël, et face au silence de plusieurs institutions chargées d'entretenir un esprit de mémoire de l'Holocauste et de prévention des génocides, ils ont créé un nouveau réseau, Genocide and Holocaust Studies Crisis Network et demandent la mobilisation de tous pour mettre fin aux actes génocidaires en cours. Ce réseau a été rejoint par 400 experts des génocides.
Leur appel se termine par les mots suivants: 

« Nous exhortons tous les États signataires de la Convention pour la prévention et la répression du crime de génocide  à assumer leurs responsabilités en vertu du droit international : exiger et faire respecter un cessez-le-feu permanent, un embargo sur les armes, le retrait immédiat  des troupes israéliennes de la bande de Gaza, la distribution sans entrave de l'aide humanitaire, ainsi que l'égalité et l'autodétermination pour tous les Palestiniens. En tant que membres du Réseau de crise des études sur le génocide et l'Holocauste, nous affirmons qu'il n'est pas trop tard pour sauver des vies. Mettons fin au génocide dès maintenant. »

#### Nuances et contestations en 2023
Ces analyses sont cependant contestées en novembre 2023 par d'autres universitaires ou juristes pour qui les actions israéliennes ne constituent pas un génocide.
Cela a ainsi été contesté par Dov Waxman président du département d'études israéliennes à l'UCLA, l'avocat Alan Dershowitz, le professeur David Simon et Ben Kiernan de l'université Yale. Ces derniers soulignent notamment que la guerre à Gaza est défensive - il s'agit d'une riposte à l'attaque terroriste du 7 octobre 2023 - et vise le Hamas et non spécifiquement les civils. La référence à Amalek désignerait d'ailleurs le Hamas et pas les Palestiniens dans leur ensemble. Ils estiment que l'intention attribuée à l'armée israélienne de détruire un groupe (religieux, ethnique ou raciale) n'est pas démontrée en l'état et que, malgré les nombreuses victimes civiles palestinienne de Gaza, leur nombre n'atteint pas le seuil très élevé requis pour correspondre à la définition juridique du génocide.[pertinence contestée]
En novembre 2023 Vincent Duclert, historien spécialiste des génocides, estime que la qualification de génocide est infondée. Il rappelle que la guerre à Gaza n'est pas apparue ex nihilo mais constitue une riposte à l'attaque terroriste du 7 octobre. Il souligne aussi que l'appareil d’État israélien n'a jamais porté un discours visant à décrire les Palestiniens comme "un ennemi existentiel à détruire absolument". Il met en garde contre un usage trop extensif du terme "génocide" afin de ne pas le vider de sa substance.
Toujours en 2023 d'autres universitaires estiment qu'il ne peut y avoir d'amalgame entre guerre et génocide, que « l’État d’Israël a été attaqué sur son territoire souverain » dans lequel « il a le droit et l’obligation de protéger sa population » et donc dispose de la légitimité à prendre les mesures pour que cela ne se reproduise pas. Ils jugent aussi qu'on ne peut exonérer le Hamas de sa responsabilité vis-à-vis de sa propre population utilisée comme bouclier humain et dont le calvaire pourrait cesser avec la libération des otages,.
En février 2024, l'historien américain Norman J.W. Goda (en), spécialiste de l'histoire de la Shoah, réfute lui aussi l'accusation de génocide. Selon lui, l'intention génocidaire, c'est-à-dire l'existence d'une politique, d'un plan structuré et d'un ordre en vue d'une extermination de masse, n'est pas prouvée ; il estime que les déclarations "déshumanisantes" de certains politiques israéliens conséquentes au 7 octobre sont dues à l'effroi face à la violence des massacres commis par le Hamas et ne démontrent pas l'existence d'un tel plan.

#### Nuances et contestations après mars 2024
Bernard Bruneteau, professeur émérite de science politique, interviewé sur TV5 Monde considère que les bombardements à Gaza ne relèvent pas d'un génocide mais d'une guerre asymétrique dans laquelle Israël ne cible pas les Gazaouis dans leur globalité mais un adversaire militaire dissimulé dans les infrastructures et la population civile. Il indique être favorable à une "restriction absolue du terme de génocide pour ne pas le banaliser" auquel cas, par exemple, "Hiroshima et le bombardement de Dresde devraient être considérés comme des génocides[pertinence contestée]".
Le juriste et maître de conférence Yann Jurovics, dans une interview accordée à Libération en février 2025 déclare que "les éléments constitutifs qui pourraient amener à conclure à la qualification pénale de génocide ne semblent pas présents", l'intention génocidaire n'étant pas démontrée selon lui.

### Accusations portées contre les partisans d'une qualification de génocide
Mitchell Cohen (en), professeur émérite de sciences politiques au Bernard Baruch College de la City University of New York, avait à la fin des années 2000 déjà critiqué l'antisionisme radical d'une partie de la gauche,. En 2024, il complète cette analyse en déplorant l'instrumentalisation politique de l'accusation de génocide à l'endroit d'Israël qui, selon lui, vise à diaboliser l’État juif, tout en occultant la complexité du conflit et les responsabilités des différentes parties,.
Bruno Tertrais, directeur adjoint de la Fondation pour la Recherche Stratégique et expert associé à l’Institut Montaigne, dénonce, en février 2025, la légèreté avec laquelle l’accusation de génocide est portée contre Israël, soulignant qu’aucune juridiction internationale, ni la Cour internationale de justice ni la Cour pénale internationale, ne l’a confirmée à ce stade. Il juge infondée l'accusation d’une stratégie délibérée d’extermination par Israël. Il critique l’instrumentalisation de cette accusation par certains milieux militants, notamment à gauche, et met en garde contre la distorsion des concepts juridiques à des fins politiques,.
De la même façon pour Michaël Prazan, documentariste, journaliste et historien ayant notamment travaillé sur le nazisme, le terrorisme et les massacres de masse, aucun élément ne prouve une intention génocidaire israélienne. Il estime que cette accusation relève d'une « inversion accusatoire » juridiquement infondée. Elle trouverait ses racines dans l’influence du nazisme sur les mouvements nationalistes arabes et islamistes des années 1930-40 et serait aujourd'hui propagée par des militants de la gauche radicale afin de délégitimer Israël et masquer la stratégie de boucliers humains du Hamas,,,,.
Certains intellectuels dénoncent une « inversion victimaire » se traduisant par « la nazification » de la victime (les Juifs) alors que, pourtant, l'intention génocidaire visant les Juifs est clairement formulée et répétée par le Hamas,,,,,.
Alice Wairimu Nderitu, ancienne conseillère spéciale de l'ONU pour la prévention du génocide (de novembre 2020 à novembre 2024), considère que la campagne israélienne à Gaza ne correspond pas à la définition d'un génocide. En février 2025, elle remet en question la neutralité de l'ONU et déclare au site Airmail.news : « It needs to be treated like other wars. In other wars, we don’t run and take one side and then keep going on and on about that one side… » (en anglais : Elle doit être traitée comme les autres guerres. Dans les autres guerres, nous n’accourons pas en prenant partie et on ne continue pas encore et encore avec le même parti pris…),,.
La sociologue Sylvaine Bulle critique les positions de l'écologie radicale réduisant Israël « à une abstraction qui n’est caractérisée que par sa nature écocidaire et génocidaire ». Elle souligne l’absence d’éléments factuels démontrant une volonté génocidaire d’Israël et critique le dévoiement des concepts écologiques pour alimenter un discours militant. Enfin, elle met en garde contre le risque d’une vision binaire qui met en danger la possibilité de coopération environnementale régionale.
Julia Sebutinde, juge ougandaise à la CIJ, a pour sa part indiqué douter fortement de toute « intention génocidaire » des dirigeants israéliens et dénonce l'« idéologisation » de la justice internationale.[source insuffisante] Elle est la seule juge de la CIJ à s’être opposée à toutes les mesures préventives pour la bande de Gaza requises par l'Afrique du Sud.

### Déclarations de gouvernements et d'organisations politiques

Avis de gouvernements nationaux sur le fait qu'Israël commet un génocide à Gaza
Accord
Accord (comme membre de l'Union africaine)
Désaccord
Incertain
Se reporte au jugement de la Cour internationale de justice sur la procédure engagée par l'Afrique du Sud contre l'État d'Israël
Pas de données

Selon Saskia Kluit, rapporteure de l’Assemblée parlementaire du Conseil de l’Europe (APCE), les faits dans la bande de Gaza « vont dans le sens d’un nettoyage ethnique et d’un génocide ». Elle qualifie « le massacre qui se déroule actuellement » d'une « immense tragédie causée par l’homme et pour l’humanité toute entière, car nous le laissons se dérouler sous nos yeux sans intervenir ». Saskia Kluit invoque « la nécessité absolue et urgente de mettre fin à la crise humanitaire concernant les femmes, les enfants et les otages à Gaza ». Elle évoque le « blocus total » sur « les fournitures humanitaires essentielles depuis le 2 mars », le déplacement forcé de la population palestinienne « dans un espace qui ne cesse de rétrécir » et l’absence de sécurité dans les zones dites « de sécurité » par Israël. Pour Saskia Kluit, « Tout cela, combiné aux déclarations des membres du gouvernement israélien à l’égard des Gazaouis, rend très difficile d’ignorer que ces actes vont dans le sens d’un nettoyage ethnique et d’un génocide » et ajoute que « Les punitions collectives et la déshumanisation des Palestiniens doivent cesser immédiatement »,,.

## Prises de position de personnalités politiques internationales
- Dominique de Villepin, ancien premier ministre français, affirme dans une tribune au Monde le 30 juillet 2025

« Oui, il faut aujourd’hui appeler les choses par leur nom. A Gaza, sous nos yeux, c’est bien un génocide qui se déroule »